# Operación Bagratión
La operación Bagratión (en ruso: Oперация Багратиóн) fue el nombre en clave que recibió la gran ofensiva general del Ejército Rojo para destruir al Grupo de Ejércitos Centro alemán durante el verano de 1944. El 22 de junio de 1944, tres años después de la invasión alemana de la Unión Soviética, las fuerzas soviéticas dieron comienzo a la operación, coincidiendo con el conflicto abierto en el frente occidental por el desembarco aliado en Normandía, iniciado dos semanas antes. El ataque, que debía impedir el traslado de divisiones enteras alemanas al frente occidental y retirar de la guerra a Finlandia, Rumania y Bulgaria, alcanzó su punto álgido cinco semanas más tarde y acabó infligiendo enormes pérdidas al bando germano. Cuando el Ejército Rojo llegó a las puertas de Varsovia a finales de julio, obligó a la Alemania nazi a retroceder hacia su propio territorio, hasta la derrota final en la guerra con la caída de Berlín un año después. Supuso la mayor derrota del ejército alemán en toda su historia.

## Antecedentes

### Planes soviéticos
A fines de noviembre de 1943 se celebró la conferencia de Teherán, la primera que reunía a los presidentes aliados Iósif Stalin, Winston Churchill y Franklin D. Roosevelt. En esa reunión, caracterizada por la desconfianza mutua, Roosevelt y Churchill le comunican a Stalin que en agosto del año siguiente, desembarcarán en la costa francesa, abriendo finalmente el frente occidental que la URSS venía reclamando desde tres años atrás. Stalin sostuvo entonces que la URSS debía realizar una ofensiva que diera un golpe devastador a las fuerzas alemanas, simultáneamente con el desembarco aliado, e impedir así el traslado de fuerzas alemanas al frente Occidental, pero por razones estratégicas, Stalin lo aplazó.
La planificación de la operación comenzó en la primavera de 1944. A mediados de abril el Estado Mayor General la aplazó por meteorología adversa al 6 de junio. El 20 de mayo, tras no recibir otras propuestas, Stalin en persona eligió el nombre en clave de la operación: «Bagratión», nombrado en honor al comandante Piotr Bagratión, quien ganó fama durante la Guerra Patriótica de 1812 en la batalla de Borodinó, en la cual murió haciendo frente al Ejército napoleónico. La ofensiva comenzaría en el tercer aniversario de la invasión de la Unión Soviética, el 23 de junio. El alto mando soviético celebró la conferencia final el 22 y 23 de mayo. El objetivo era la destrucción del Grupo de Ejércitos Centro, con un avance simultáneo en seis sectores y con dos ofensivas principales que avanzarían sobre Babruisk, en la ruta de Minsk, que era donde tendrían que converger los tres frentes bielorrusos procedentes de dos direcciones, a ambos lados del río Berézina.
Esta batalla se ha descrito como el triunfo del concepto del engaño militar, basado en una completa desinformación del adversario gracias a la completa coordinación de todos los movimientos en el frente y el tráfico de señales a fin de desorientar al enemigo sobre el auténtico objetivo de la ofensiva. Pese a la gran cantidad de fuerzas desplegadas frente a Bielorrusia, las fuerzas soviéticas lograron impedir completamente que los alemanes supieran cuál sería el lugar donde se concentraría la ofensiva, hasta que fue demasiado tarde. Los soviéticos llamaron a este tipo de operaciones maskirovka, que en ruso significa literalmente «camuflaje», «ocultación» o «enmascaramiento».
La Stavka soviética había definido tres opciones de ataque a mediados de 1944, siendo evidente tanto para el Alto Mando del Ejército Germano (OKH) como para la propia Stavka que las fuerzas soviéticas no desaprovecharían la ocasión de lanzar una gran ofensiva en el verano boreal de 1944 (entre junio y septiembre). Las opciones del Ejército Rojo eran:
- Un ataque soviético desde el norte de Ucrania contra Rumanía, tratando de cruzar los Cárpatos;
- Un ataque iniciado desde el norte de Ucrania contra el sur de Polonia hasta alcanzar el valle del Vístula y seguir hacia el mar Báltico;
- Un ataque lanzado desde el norte de Bielorrusia hacia la costa del Báltico.

Todas las alternativas fueron rechazadas, por el riesgo de hallar una severa resistencia alemana, y se decidió que finalmente un avance por el centro mismo de Bielorrusia era la única opción que permitiría tomar por sorpresa a la Wehrmacht, considerando que los pantanos de la cuenca del río Prípiat eran un obstáculo militar casi imposible de franquear, pero precisamente la dificultad en salvar este accidente geográfico causaba que el Grupo de Ejércitos Centro de la Wehrmacht aún contase con tropas en buenas condiciones, sin ser afectadas por las contraofensivas soviéticas. Ante ello, la Stavka decidió que el ataque principal del Ejército Rojo se lanzaría al norte de los pantanos del Prípiat contra las principales fuerzas del Grupo de Ejércitos Centro, para destruir la mayor cantidad posible de tropas alemanas y al mismo tiempo comprometer la ruta de escape del Grupo de Ejércitos Norte.
La maskirovka fue diseñada por los soviéticos muy detalladamente para la operación Bagratión y supuso el despliegue aparente de seis ejércitos acorazados en Ucrania, dejados en forma muy visible para el reconocimiento aéreo de la Luftwaffe lo que provocó un despliegue defensivo alemán destinado a contrarrestar un supuesto ataque contra el Grupo de Ejércitos Sur desde el norte de Ucrania en dirección al Báltico. El tráfico de vehículos soviéticos fue intencionalmente reducido en la zona central de Bielorrusia e intensificado en el sector noroccidental de Ucrania, para que así el OKH alemán no sospechara de que el verdadero golpe lo asestaría el Ejército Rojo precisamente en Bielorrusia contra el Grupo de Ejércitos Centro. Mientras que los pocos vehículos soviéticos que transitaban por la región bielorrusa transportaban grandes contingentes de tropas, los numerosos convoyes soviéticos que aparecían en la zona ucraniana de Leópolis y Przemyśl marchaban vacíos, engañando a los alemanes y sus reconocimientos aéreos. El movimiento de tropas soviéticas de reserva se realizó también en medio del mayor secreto, transmitiendo órdenes muy anticipadas, exigiendo que los estados mayores de cada Ejército soviético emitieran solo órdenes verbales (y nunca escritas) y evitando todo uso de radios o aparatos de telecomunicación. De igual modo, la Stavka ordenó transportar tropas solamente de noche y sin encender las luces de los camiones; con el fin de evitar accidentes, se dictaron severísimas órdenes para que los camiones marcharan a una misma velocidad de convoy.
De igual modo se dispuso que el despliegue de fuerzas del Ejército Rojo en las posiciones del frente se ejecutase solo cuando todas las divisiones de un ejército hubieran llegado al punto de reunión, prohibiendo que divisiones aisladas marchasen al frente. Inclusive se ordenó que, en caso de divisar un posible avión de reconocimiento alemán, las fuerzas soviéticas de tierra se dispersaran y fingieran la construcción de caminos o aeródromos. La operación Bagratión, en combinación con la Ofensiva Leópolis-Sandomir lanzada pocas semanas después en Ucrania, permitió a la Unión Soviética recuperar casi todo el territorio que controlaba antes de la invasión alemana de 1941, penetrar en territorio del Reich alemán por Prusia Oriental y alcanzar las afueras de Varsovia tras ocupar la región al este del río Vístula del Gobierno General, la porción de Polonia ocupada por Alemania tras el reparto de Polonia entre el Tercer Reich y la Unión Soviética.

### Planes y fuerzas alemanas
Luego de la derrota de Stalingrado en febrero de 1943, las tropas alemanas fueron retrocediendo hasta establecer el frente oriental al este de los países bálticos, al este de Bielorrusia y al oeste de Ucrania. Los alemanes sabían que en el verano de 1944 la Unión Soviética llevaría adelante una ofensiva, de manera más o menos simultánea con el desembarco aliado en la costa atlántica. Debido a que los soviéticos habían logrado el máximo avance en Ucrania, llegando a ubicarse a apenas 200 km de Varsovia, los alemanes descontaban que el ataque se concentraría allí, en la zona de Kóvel. La exitosa inteligencia soviética se orientó a ratificar esa creencia.
Para preparar la defensa, Hitler fortaleció los ejércitos ubicados en Ucrania transfiriendo grandes cantidades de tropas, carros y armamentos que se encontraban en Bielorrusia. Simultáneamente, en marzo de 1944, destituyó a los generales Erich von Manstein y Ewald von Kleist, y reorganizó los dos ejércitos establecidos en Ucrania, poniendo a su frente a dos generales «nazis convencidos», Walter Model (el único general alemán con un oficial de las SS en su estado mayor) y Ferdinand Schörner. A partir de ese momento, Hitler decide dar por finalizada la estrategia basada en maniobras, para adoptar una estrategia de «plazas fuertes», como Ternópol y Kóvel en Ucrania, Vítebsk, Orsha, Maguilov y Babruisk, ubicadas en el este de Bielorrusia (sobre las que caerá la operación Bragatión), y Vilna en Lituania.
En el área de Bielorrusia, se encontraba el Grupo de Ejércitos Centro, al mando de Ernst Busch, un militar con escasa iniciativa propia que se limitaba a cumplir las órdenes de Hitler. Adicionalmente, Hitler decidió no establecer una segunda línea de defensa en Bielorrusia, con el fin de que sus generales en el terreno no pudieran utilizarlas para disponer una retirada. El Grupo de Ejércitos del Centro había sido reducido drásticamente de tropas y tanques, que fueron enviados a los dos ejércitos de Ucrania, debido a la ya referida creencia que la ofensiva soviética se concentraría en Kóvel. Sin embargo aquí se concentrará el grueso de la operación Bagratión.
En el norte, en el área de las repúblicas bálticas, capturadas por Alemania, se ubicaba el Grupo de Ejércitos Norte, al mando de Georg Lindemann.
Por entonces Hitler estaba concentrado principalmente en el frente occidental, que se abriría con el Desembarco de Normandía el 6 de junio de 1944, algo que los soviéticos le venían reclamando a los Aliados desde hacía tres años. Se considera que la atención preferencial de Hitler por el frente occidental y la insuficiencia de planeamiento en el frente oriental, se debió a que el dirigente nazi ya consideraba por entonces que la guerra contra la URSS era una causa perdida.

## Comienza el ataque

### Fase 1: Atacar la zona táctica de la línea

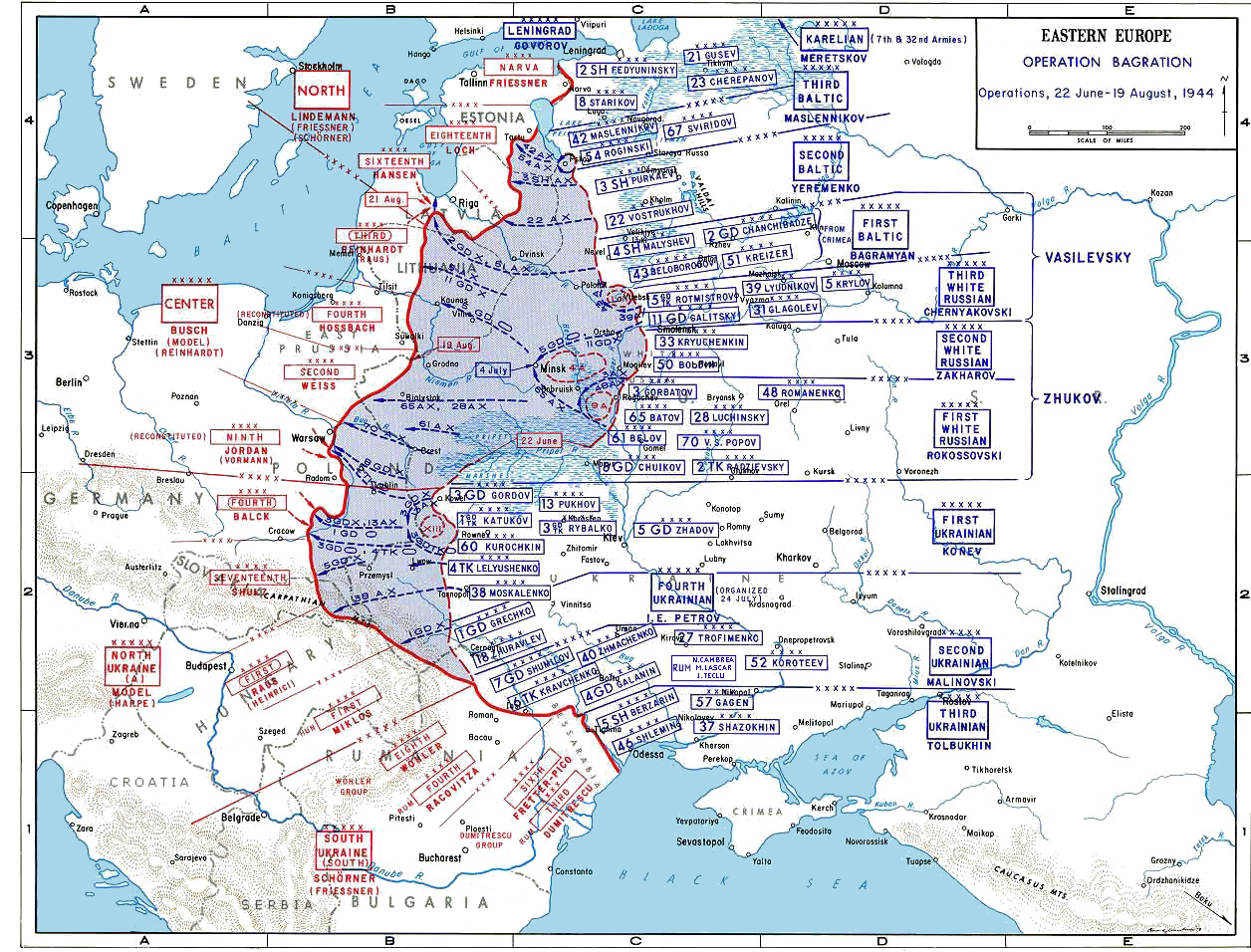
Mapa que muestra el movimiento de tropas y los avances coloreados en azul durante la Operación Bagratión (al norte); y durante la Ofensiva Leópolis-Sandomierz (al sur).

Inicialmente, se esperaba que el tiempo de ataque de Stavka fuera entre el 15 y el 20 de junio. Debido a que el tamaño de la fuerza en el frente era demasiado grande y la logística no podía seguir el ritmo, Stalin decidió posponer la fecha de inicio hasta el 23 de junio.Sin embargo, el 22 de junio de 1944, el día exacto en que el ejército nazi comenzó la Operación Barbarroja hace 3 años, el Ejército Rojo comenzó a disparar tiros de sondeo en todo el frente y, al mismo tiempo, a llevar a las tropas alemanas a posiciones defensivas en las defensas exteriores. aumentando la letalidad del bombardeo de artillería al día siguiente. Especialmente en la zona de avance del 1.er Frente Báltico, el ataque exploratorio fue favorable y se convirtió en el ataque principal.
En la tarde del 22 de junio, el Ejército Rojo comenzó a suavizar las defensas enemigas con 1000 incursiones estratégicas de la fuerza aérea atacando concentraciones de tropas y baterías de artillería enemigas. Exactamente a las 5:00 am del 23 de junio, la artillería siguió a la fuerza aérea con una serie de preparativos de artillería que duraron 2 horas en densidad casi saturada.En particular, en la zona de la línea opuesta del 1.er y 3.er frente bielorruso, los disparos preparatorios "no tuvieron precedentes durante toda la guerra", según afirmaron más tarde los soldados nazis.
Después del bombardeo de artillería, fue el turno de la Fuerza Aérea de continuar el bombardeo en las líneas del frente mientras las fuerzas de los cuatro frentes atacaban y rompían en 6 secciones de la línea del frente. En las zonas de avance, los equipos de ataque, incluidos ingenieros, infantería, artillería y cañones autopropulsados, se turnaron para derribar cada punto de fuego. Detrás de los equipos de ataque hay un equipo móvil formado por Cuerpos de Tanques y Grupos Mecanizados de Caballería listos para aprovechar la puerta abierta para maniobras de penetración profunda. Los ataques del Ejército Rojo contaron con el fuerte apoyo de la artillería y el fuego de la fuerza aérea, mientras que los sistemas de reflectores y bengalas deslumbraron a los alemanes e iluminaron el camino para avances.
Región de Vitebsk-Orsha
El 1.er Frente Báltico y el 3.er Frente Bielorruso recibieron la tarea de atacar el Frente Noreste, donde Vitebsk era la principal posición defensiva del 3.er Ejército Panzer. El primer día los dos frentes rompieron la línea de defensa. Al norte de Vitebsk, el 1.er Frente Báltico puso en acción al 1.er Cuerpo de Tanques el mismo día, empujando rápidamente al 9.º Ejército nazi hacia la orilla occidental del río Dvina, bloqueando la retirada del 53.º Cuerpo de Ejército en Vitebsk, desarrollándose luego hacia Lepel. liberó la ciudad el 28 de junio. En el sur de Vitebsk, después de romper las líneas del 6.º Ejército y derrotarlo, los ejércitos del Frente Bielorruso 3 envió a las brigadas de tanques adjuntas a través de la puerta abierta. Mientras el comandante del 53.º Cuerpo de Ejército nazi pedía permiso para abandonar la orden de muerte, los 2 Frentes se movilizaron rápidamente para formar 2 pinzas para rodear Vitebsk.El 27 de junio, ambos frentes unieron fuerzas para destruir la bolsa de Vitebsk que contenía 28 000 soldados,liberando la ciudad.
Durante este tiempo, la dirección de Orsha encontró dificultades. Debido a que esta zona bloqueaba el eje de tráfico Moscú-Minsk, estaba protegida por las unidades mejor equipadas del 27.º Cuerpo de Ejército del 4.º Ejército alemán, lo que hizo que el 11.º Ejército de Guardias del 3.º Frente Bielorruso avanzara muy lentamente. Sin esperar a abrir la puerta de avance, el comandante del 11.º Ejército de Guardias condujo al 2.º Cuerpo de Tanques de Guardias a través del área pantanosa al norte del frente de avance, buscando un desvío para regresar a Orsha.Bajo amenaza de ser rodeado, el comandante del 27.º Cuerpo de Ejército tuvo que retirarse de Orsha en contra de la orden de muerte de Hitler. El 27 de junio, cayó Orsha y el 5.º Ejército de Tanques de la Guardia y el Grupo Mecanizado de Caballería Olikovsky despejaron el camino y alcanzaron las orillas del río Berezina el 28 de junio.
Región de Mogilev

Mapa panorámico del desarrollo de la operación Bagratión del 22 de junio al 29 de agosto de 1944. Los primeros avances soviéticos se muestran en color rojo, los avances soviéticos posteriores se muestran en naranja. Los contraataques alemanes se muestran en negro.

La tarea principal del 2.º Frente Bielorruso es mantener la fuerza principal del 4.º Ejército (Alemania) en el área de la línea Mogilev, evitando que esta fuerza se mueva hacia otras direcciones o se retire a Minsk. Después del fuego de artillería preparatorio en la mañana del 23 de junio de 1944, el Frente atacó ferozmente la zona de defensa del 39.º Cuerpo Blindado y del 12.º Cuerpo de Ejército, los dos cuerpos más fuertes del Grupo de Ejércitos Centro. El día 25, el frente de la línea de defensa había sido penetrado y, al mismo tiempo, el 3.º Ejército Blindado y el 9.º Ejército de ambos lados estaban colapsando.Ante el riesgo de ser rodeado, el comandante del 4.º ejército tuvo que dejar proactivamente que estos dos cuerpos se retiraran gradualmente a la 2.ª línea, dejando sólo una división de infantería para controlar Mogilev según la orden de muerte de Hitler. Después de cuatro días de feroces combates, el 49.º Ejército del Frente cruzó el río Dnieper, cortando la ruta de retirada de la división defensora de Mogilev. Al día siguiente, esta división fue destruida y Mogilev fue liberado. La mayoría de los dos ejércitos nazis pudieron retirarse al otro lado del río Berezina, pero no sabían que las dos principales alas atacantes del 1.º y 3.º frente bielorruso formaban dos pinzas que cubrían sus espaldas.
Región de Bobruisk

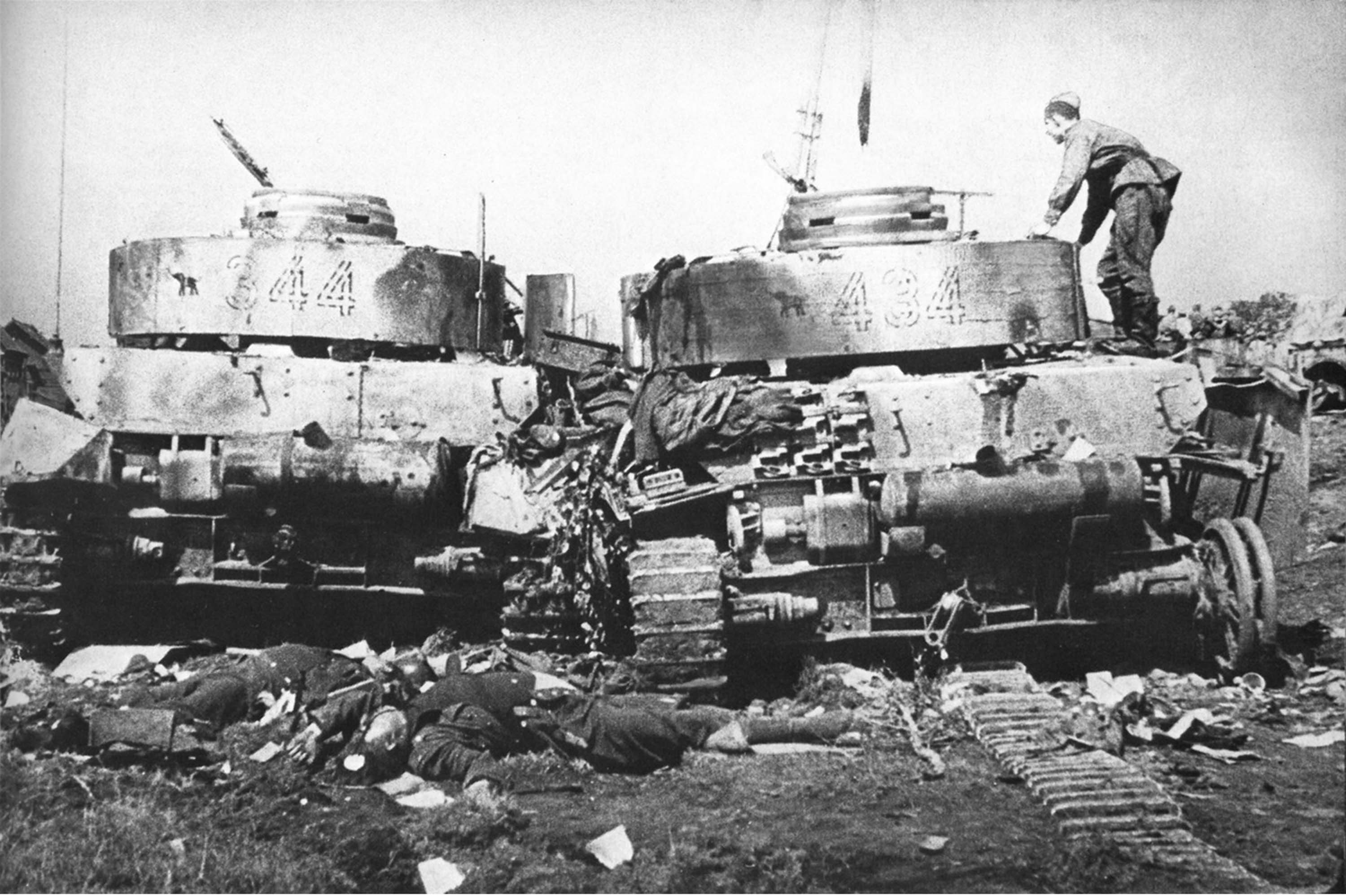
Carro alemán Panzer IV de la 20.ª División Panzer destruido en Bobruisk (28 o 29 de junio de 1944).

El 1.er Frente Bielorruso abrió dos puertas de avance en el este y el sur de Bobruysk para formar dos alas para rodear al 9.º ejército nazi. El primer día, el área de East Bobruysk avanzó lentamente, por lo que al final del día, Rokossovsky ordenó un cese temporal del ataque, aumentó los ataques aéreos y el bombardeo de artillería, y luego reabrió el ataque a la mañana siguiente. Unidades de ingenieros del Ejército Rojo construyeron en secreto caminos de madera a través de los pantanos al este del río Ptsich; Por tanto, el ejército alemán se sorprendió por la repentina aparición del Ejército Rojo en esta zona.Con un apoyo de fuego eficaz, al anochecer el Tercer Ejército rompió la línea de defensa, lo que provocó que el Comandante del Noveno Ejército enviara apresuradamente la única fuerza de reserva, la 20.ª División Blindada, para tapar la perforación. Mientras tanto, el 65.º ejército también logró abrirse paso en el sur de Bobruysk e inmediatamente llevó al 1.º Cuerpo de Tanques de la Guardia a la puerta abierta. Preocupado por el morro del tanque, el Comandante del 9.º Ejército rápidamente ordenó a la 20.ª División Blindada girar hacia el sur y quedó atrapado en medio de los rebeldes en retirada.Aprovechando el tiempo, el 1.er Cuerpo de Tanques de la Guardia envió a la vanguardia a atacar y contener a la 20.a División Blindada para que la unidad principal pudiera continuar avanzando profundamente en Bobruysk. En medio de esto, el Frente envió al 9.º Cuerpo de Tanques a la batalla a través de la puerta abierta del 3.º Ejército, movilizándose rápidamente para formar una pinza al norte de Bobruysk.
El 26 de junio, dos Cuerpos de Tanques capturaron el puente único sobre el río Berezina, cortando la ruta de retirada del 9.º Ejército nazi y creando una premisa para que la Caballería Pliev - Grupo Mecanizado avanzara para tomar el eje de tráfico a través del Prypiat. Al día siguiente, los grupos de infantería de ambas direcciones pudieron combinar puntos y colocar dos cuerpos alemanes con 40 000 soldadosen la zona oriental de Bobruysk bajo una lluvia de bombas de la Fuerza Aérea Soviética. El 28 de septiembre, entre 8000 y 15 000tropas escaparon gracias a la 12.ª División Blindada enviada por el Grupo de Ejércitos Norte para ayudar a romper el asedio, pero la mayoría quedó atrapada. Al día siguiente, 29 de junio, el 1.er Frente Bielorruso controló completamente Bobruysk, destruyendo 50 000 soldados y tomando 20 000 prisioneros.Con el objetivo de Bobruysk completado antes de lo esperado, el 2 Cuerpo de Tanques continuó liderando el ataque profundo hacia Minsk.

### Fase 2: Ataque profundo hacia el centro

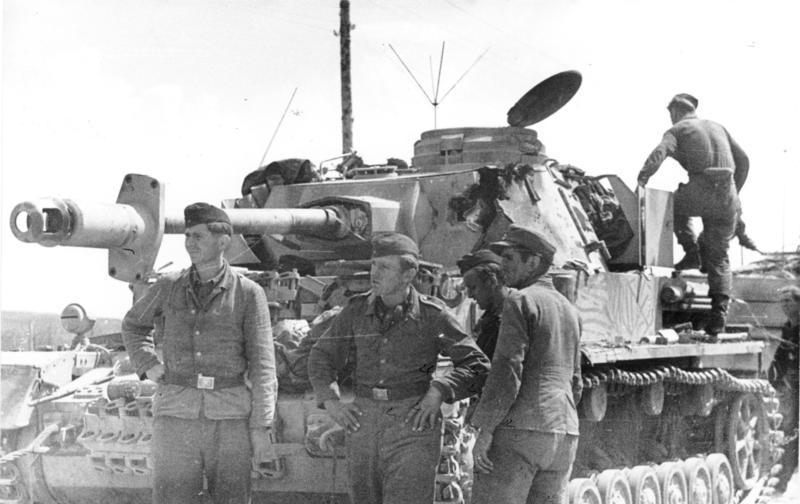
Panzer IV de la 5. Panzer-Division en Minsk, junio de 1944.

Después de derrotar las áreas de defensa táctica, los Frentes del Ejército Rojo rápidamente organizaron ataques profundos: el 1.er Frente Báltico capturó Polotsk-Glubokoe para continuar profundizando la brecha entre el Grupo de Ejércitos Norte y el Grupo de Ejércitos Centro; La fuerza principal del 1.º, 2.º y 3.º frentes bielorrusos atacaron a lo largo de ejes que se cruzaban en Minsk para combinar puntos y rodear al 4.º Cuerpo de Ejército del ejército alemán nazi; un ala del 1.er Frente Bielorruso atacó a lo largo del eje Slutsk-Baranovichi para aislar Minsk del sur. Estas campañas comenzaron el 29 de junio y finalizaron el 4 de julio de 1944, cuando prácticamente se completaron la mayoría de los objetivos (excepto Baranovichi).
Operación Polotsk-Glubokoe
Después de unir fuerzas con el 3.er Frente Bielorruso para eliminar la base de defensa de Vitebsk, el 1.er Frente Báltico avanzó rápidamente hacia Polotsk, una intersección importante en el noroeste que serviría como trampolín para las siguientes campañas persiguió de cerca a las fuerzas restantes, el 3.er Ejército Panzer.En el camino, el 1.er Frente Báltico atacó posiciones defensivas mientras corría contra los restos del ejército nazi, llegando a Polotsk en la madrugada del 1 de julio. Aquí, el ejército alemán construyó apresuradamente un cinturón de defensa periférico con unidades de retaguardia junto con 3 Se enviaron divisiones del 16.º Grupo de Ejércitos desde el Grupo de Ejércitos Norte para cubrir a las tropas restantes que se retiraban al interior. Esta línea temporal no duró mucho: el 2 de julio, después de un día de ataques, el 4.º Ejército de Choque y el 6.º Ejército de la Guardia lograron abrirse paso y aniquilar al ejército nazi en la orilla sur del río Dvina Tay. Esa tarde, una unidad del 6.º Ejército de la Guardia capturó el puente de madera restante sobre el río Dvina Occidental y rápidamente envió tropas a la orilla norte para establecer una cabeza de puente antes de que el puente fuera destruido por las tropas alemanas. En la mañana del 3 de julio, un cuerpo del 6.º Ejército aprovechó la cabeza de puente al otro lado del río y comenzó la lucha callejera. Después de un día de feroces combates, las fuerzas nazis que defendían Polotsk sufrieron grandes pérdidas y se vieron obligadas a retirarse hacia el noroeste, y la ciudad fue liberada.
Durante la batalla de Polotsk, el 43.º Ejército junto con el 1.º Cuerpo de Tanques de la Guardia ocuparon Glubokoe por adelantado y luego continuaron desarrollándose hacia el oeste hasta Dissna. En la tarde del 4 de julio, el 1.er Frente Báltico había avanzado una media de 120 a 140 km, había destruido 37 000 tropas enemigas y había capturado 7000 prisioneros junto con muchos trofeos.
Campaña de Minsk

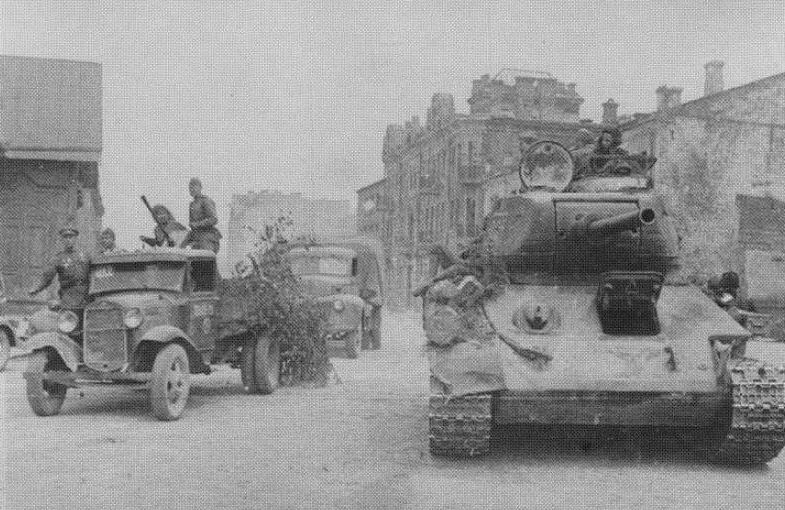
El 2.º Cuerpo de Tanques de la Guardia, la primera unidad del Frente Bielorruso, entró en la liberación de la capital bielorrusa el 3 de julio de 1944.

En el noreste, tan pronto como se despejó Orsha y se abrió la carretera Moscú-Minsk, el 5.º Ejército de Tanques de la Guardia y el grupo de caballería mecanizada del 3.º Frente Bielorruso se apresuraron a ocupar la cabeza de puente al otro lado del río Berezina,seguidos por el 2.º de la Guardia. Cuerpo de Tanques del 11.º Ejército de Guardias.Sólo en este punto el OKH se dio cuenta de la gravedad y rápidamente envió a la 5.ª División Blindada desde Ucrania para bloquear el principal ataque del Ejército Rojo en el noreste, apoyando la retirada del 4.º Ejército a la orilla occidental del río Berezina.

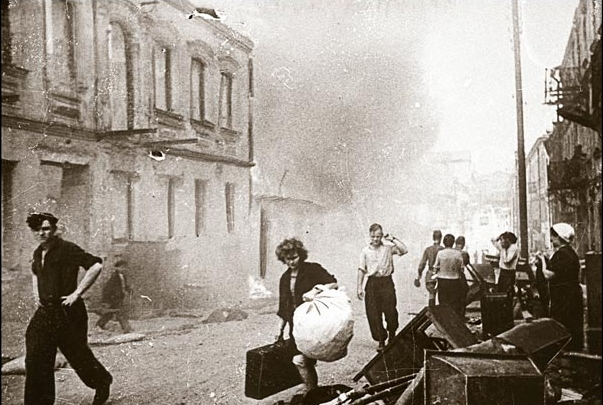
Los habitantes de Minsk regresan a casa después de la batalla.

La batalla al otro lado del río en el noreste fue feroz cuando el 30 de junio, la 5.ª División Blindada fue expulsada de la orilla del río y se retiró para defender a Borisov.Mientras el 5.º Ejército de Tanques de la Guardia luchaba con la 5.ª División Panzer, el 3.º Cuerpo Mecanizado de la Guardia cruzó con éxito el río Berezina en el norte, cortó el ferrocarril Borisov-Vileika y desplegó una retirada de Borisov.Rodeada de amenazas, la 5.ª División Blindada tuvo que retroceder para defender la línea ferroviaria del oeste de Minsk. En la tarde del 1 de julio, Borisov fue liberado, el grupo mecanizado de caballería continuó desarrollándose hacia Molodechno.
Mientras el 5.º Ejército de Tanques de la Guardia estaba siendo retenido en Borisov,el 2.º Cuerpo de Tanques de la Guardia, al sur de Borisov encontró un camino abierto y corrió hacia Minsk y entró en la brillante ciudad a principios del 3 de julio.A primera hora de la tarde del mismo día, el 1.er Cuerpo de Tanques de la Guardia del 1.er Frente Bielorruso también llegó a Minsk desde el sudeste. Los dos ejércitos unieron fuerzas en combates callejeros y después de un día aniquilaron las unidades de retaguardia del Grupo de Ejércitos Centro, liberando Minsk. Durante el mismo período, el 31.º Ejército y el 11.º Guardia del 3.º Frente Bielorruso se enfrentaron al 3.º Ejército del 1.º Frente Bielorruso en las afueras orientales de Minsk, cerrando el bolsillo alrededor del 4.º Ejército de la Alemania nazimientras que el 2.º Frente Bielorruso. se estaba acercando a la bolsa del Este.
Para entonces, el Grupo de Ejércitos Centro había perdido 25 divisiones con 300 000 soldados,sin contar los 100 000soldados en la bolsa cuando se completó la derrota el 11 de julio.
Operación Slutsk-Baranovichi
Slutsk fue un objetivo importante en el sur del frente: es el nudo de las carreteras al norte de la zona pantanosa de Prypiat y fue el trampolín para que el ala izquierda del 1.er Frente Bielorruso se desplieguara en apoyo de la dirección Lvov-Sandomir, el 1.er Frente Ucraniano, el 26 de junio, entró en batalla a través de la puerta Sur de Bobruysk, luego, el 29 de junio, la Caballería de Plyev - Grupo Móvil Mecanizado del Frente. Las tropas del frente apoyadas por los ejércitos 65 y 28 ocuparon Slutsk durante el avance. En ese momento, debido a que la dirección del ataque se estaba desarrollando favorablemente hacia Minsk, en lugar de ocupar Baranovichi y luego avanzar hacia Minsk como estaba planeado, se ordenó al Cuerpo de Caballería que girara hacia el norte, cortando la línea ferroviaria al sur de Minsk, mientras el Ejército El grupo mecanizado continuaba avanzar hacia Baranovichi.
El 3 de julio, el Cuerpo Mecanizado avanzó hacia Baranovichi desde el Sur, mientras que el 9.º Cuerpo de Tanques abandonó Minsk para avanzar hacia Baranovichi desde el Noreste. En ese momento, Baranovichi estaba defendido por unidades del Segundo Ejército y los restos del Noveno Ejército reforzados por la 4.ª División Panzer en un fuerte grupo defensivo. El 6 de julio llegaron los 3.º Grupos de Ejércitos 65, 28 y 48 y se unieron a la batalla desde el Este. En la mañana del 7 de julio, después de un bombardeo de artillería y fuerza aérea, el 9.º Cuerpo de Tanques y el 48.º Ejército atravesaron la línea de defensa en el noreste de la ciudad, mientras el Cuerpo de Caballería se movilizaba detrás del frente norte occidental. Rodeadas de amenazas, las fuerzas nazis defensoras se vieron obligadas a retirarse. Baranovichi fue liberado el mismo día.

### Fase 3: Explotación de los resultados de la guerra en el frente occidental

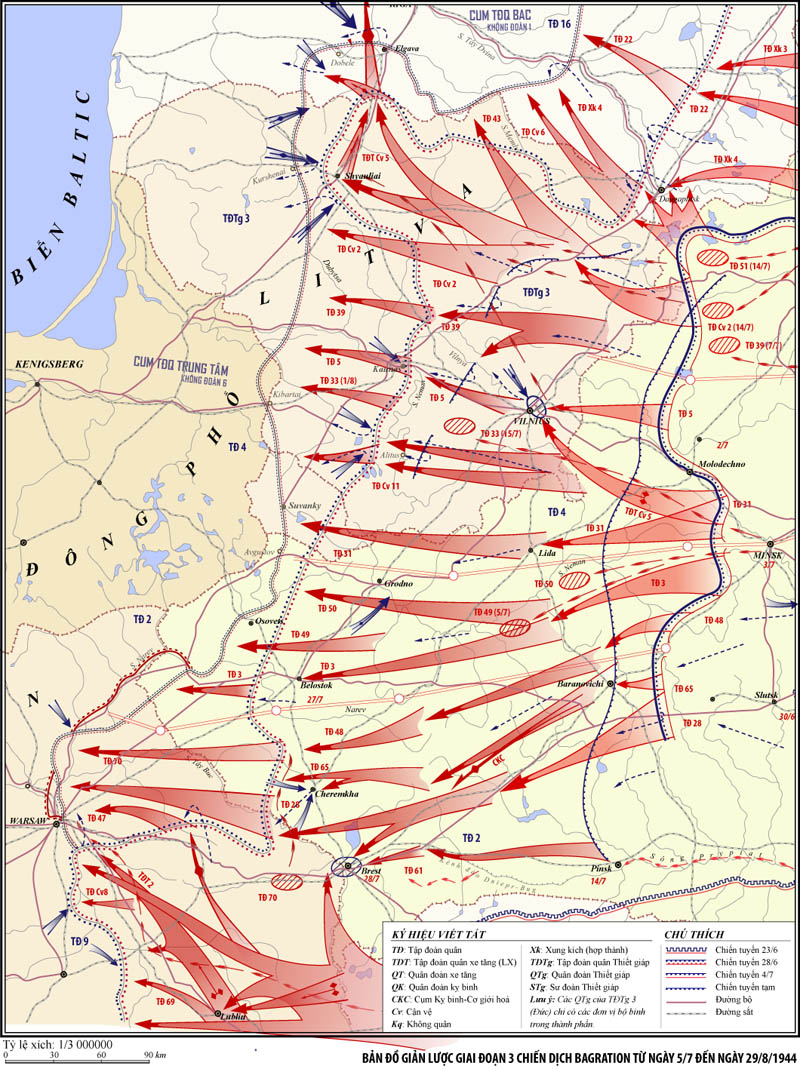
Mapa de campañas para promover la victoria.

El 28 de junio, al darse cuenta de que el frente bielorruso se estaba desarrollando sin problemas, Stavka ordenó a las tropas del frente que avanzaran más hacia el oeste. Este fue el período en el que se impulsó la campaña de Bielorrusia y su alcance se extendió a los territorios de las repúblicas bálticas y Polonia. Esta fase comenzó cuando la bolsa de Minks del Este fue atada, el pago de la bolsa fue confiado al 2.º Frente Bielorruso restante y el 1.º y 3.º Frentes Bielorrusos inmediatamente comenzaron a perseguir al enemigo en retirada. Así, se puede considerar que esta fase comenzó alrededor del 5 de julio y finalizó el 29 de agosto de 1944.
El 28 de junio, el mariscal de campo Walter Model fue designado para reemplazar a Ernst Busch como comandante del Grupo de Ejércitos Centro. Después de la caída del frente bielorruso, Model organizó un nuevo Segundo y Cuarto Ejércitos formados por la 7.ª División Panzer reforzada desde el frente ucraniano más los restos del 4.º, 9.º y 3.º Ejércitos Panzerpara establecer una ruta vertical a lo largo. el eje Vilnius-Lida-Baranovichi.
Aunque el Ejército Rojo estaba agotado en ese momento, todavía tenía poder de combate en comparación con un enemigo que había perdido la voluntad. Por ello, los Frentes aprovecharon la oportunidad para organizar cinco campañas consecutivas en Šiauliai, Vilnius, Kaunas, Belostok-Osovets y Lublin-Brest, desbaratando las intenciones defensivas del ejército nazi y tomando el trampolín para futuras campañas.
Operación Šiaulia

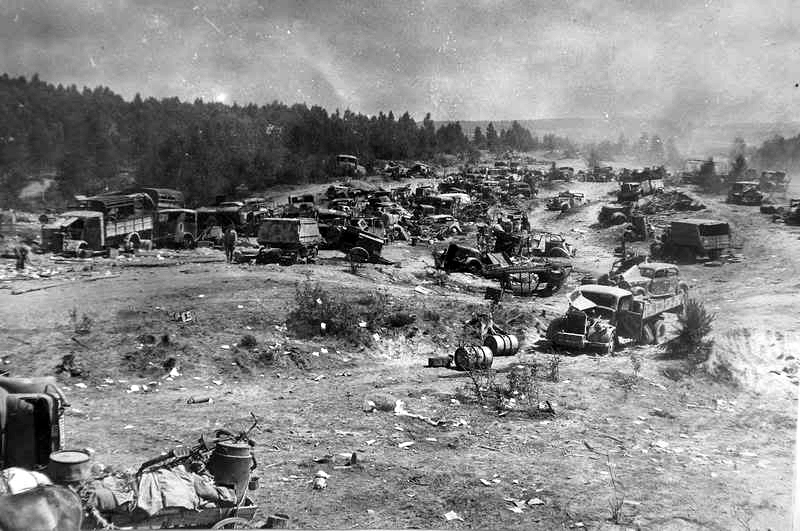
Vehículos alemanes abandonados en Bielorusia.

A finales de junio, las unidades de avanzada del Frente Báltico estabieron presentes en el río Duyna y persiguieron a los restos del 3.er Ejército Panzer hacia Kaunas. En ese momento, el 2 Cuerpo del Grupo de Ejércitos Norte que custodiaba el corredor que conectaba el Grupo de Ejércitos Norte y el Centro contraatacó ferozmente, deteniendo el avance del 1.er Frente Báltico. El 14 de julio, 2 grupos de ejércitos más fueron recibidos en la reserva de Stavka y el. El 3.er Cuerpo Mecanizado de Guardias del 3.er Frente Bielorruso y el 1.er Frente Báltico cambiaron la dirección del ataque hacia Šiauliai, una ciudad lituana. El 22 de julio, el Frente ocupó Panevežys, un cruce importante, y el día 27 liberó Šiauliai. Sin detenerse allí, el Frente continuó atacando y el 30 de julio llegó a las costas del Golfo de Riga, separando al Grupo de Ejércitos Norte del Grupo de Ejércitos Centro.
A mediados de agosto, el ejército nazi utilizó divisiones blindadas reforzadas para lanzar dos contraataques, Doppelkopf y Cäsar, para recuperar la línea de comunicación entre los dos Grupos de Ejércitos. A pesar de expulsar temporalmente al Ejército Rojo de Riga y abrir un estrecho corredor entre los dos Grupos de Ejércitos, todos los intentos de recuperar la intersección de Šiauliai fracasaron ya que el 1.er Frente Báltico rápidamente estableció un perímetro de defensa firmemente en las profundidades fuera de la ciudad.
Campaña de Vilna

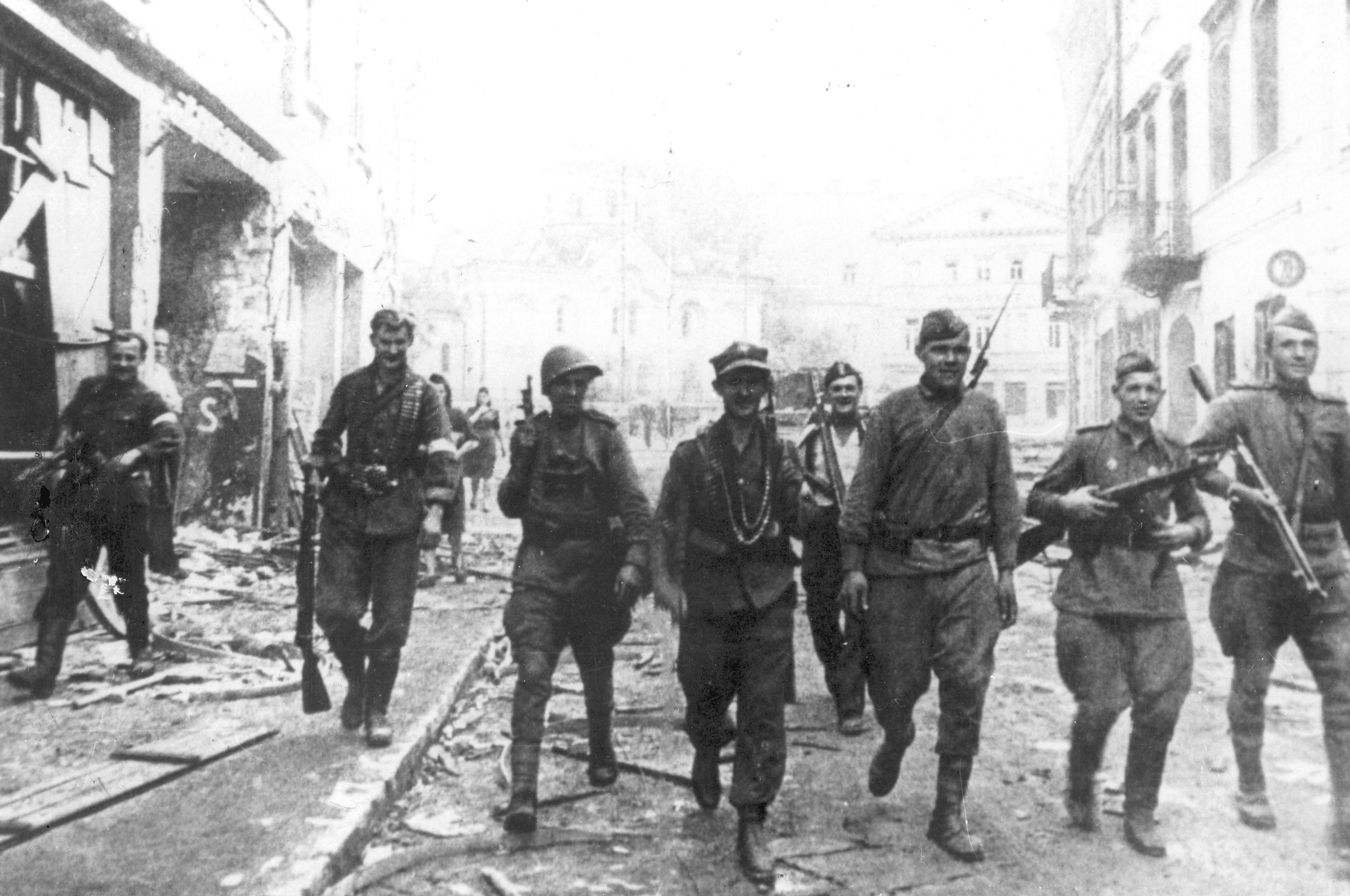
Las tropas soviéticas y el Cuerpo de Infantería Polaco liberaron a Vilna el 13 de julio de 1944.

La campaña de Vilna fue dirigida por el 3.er Frente Bielorruso con el objetivo de completar lo que la campaña de Minsk dejó inacabada: destruir los restos del 3.er Ejército Panzer y el 4.º Ejército del ejército alemán nazi. En ese momento, los restos del 4.º Ejército junto con la 5.ª División Blindada se organizaron para defender Molodechno, el nodo de muchas líneas ferroviarias importantes, bloqueando la carretera a Vilnius. El 5 de julio, el 11.º Ejército de la Guardia, el 5.º Ejército de Tanques de la Guardia y el 3.º Cuerpo de Caballería de la Guardia tomaron la ciudad. El ejército alemán continuó retirándose hacia Vilnius y el 3.er Frente Bielorruso lo persiguió de cerca. El 7 de julio la ciudad fue rodeada. Al día siguiente, junto con el Grupo de Ejércitos Polaco Armia Krajowa, unidades del Frente comenzaron combates callejeros para limpiar la bolsa. Después de una batalla de cuatro días, el 12 de julio, el Ejército Rojo fue atacado repentinamente por la 6.ª División Blindada desde el oeste, permitiendo a 3000 soldados escapar antes de poder cerrar el asedio. Sin embargo, cuando la ciudad fue liberada al día siguiente, la mayoría de los defensores, aproximadamente entre 12 000 y 13 000 soldadosfueron destruidos.
Campaña de Kaunas
A principios de julio, al recibir órdenes de Stavka de desarrollarse hacia el Oeste, el 3.er Frente Bielorruso transfirió el 3.er Cuerpo Mecanizado de Guardias al 1.er Frente Báltico y recibió de regreso al 39.º Ejército cerca de Kaunas. Dado que Kaunas era una pantalla que cubría Prusia Oriental, esta dirección se concentró en la defensa por el 3.er Ejército Panzer y el recién reorganizado 4.º Ejército del Grupo de Ejércitos Centro. Frente a una fuerza fuerte, sólo después de completar el objetivo de Vilnius el 3.er Frente Bielorruso concentró suficientes tropas para este objetivo. El 28 de julio, todo el frente entró en ataque y después de 2 días rompió con éxito la línea de defensa en dirección al río Neman. El 2.º Cuerpo de Tanques de la Guardia salió a la luz y maniobró rápidamente hacia Vilkaviškis amenazando con rodear Kaunas, lo que obligó a las tropas nazis defensoras a retirarse. La mañana del 1 de agosto Kaunas fue liberada.
A lo largo de agosto, el 3.er Frente Bielorruso repelió breves contraataques del 3.er Ejército Panzer y avanzó hasta la frontera de Prusia Oriental a lo largo de la línea Kybartai-Suwałki antes de pasar a la defensiva para reagruparse y reponer la fuerza militar.
Operación Belostock-Osovets

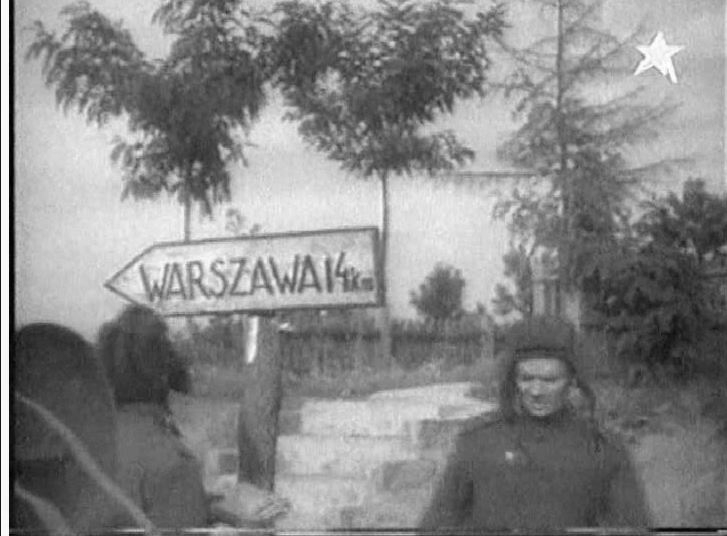
Las tropas soviéticas avanzaron hacia la orilla este del río Visla, a 14 km de Waszawar.

Cuando la limpieza del bolsillo de Minsk Oriental estaba a punto de completarse, el 2.º Frente Bielorruso dejó atrás al 49.º Ejército y transfirió el 50.º Ejército al objetivo de Grodno, bloqueando el camino a Belostock. El 16 de julio, el 50.º ejército capturó Grodno de los restos del Cuarto Ejército nazi. En ese momento, la 19.ª División Blindada recién enviada contraatacó, tratando de bloquear el eje de transporte Grodno-Belostok. Con la coordinación del 3.er Cuerpo de Caballería Mecanizada, el 50.º Ejército repelió el contraataque, frenando a las fuerzas nazis de modo que el 3.er Ejército del 1.er Frente Bielorruso marchó hacia Belostock y liberó la ciudad el 27 de julio.
Inmediatamente después del final de la operación Belostock, el 2.º Frente Bielorruso atacó la ciudad de Osovets (Osowiec Twierdza), ubicada en uno de los afluentes del río Narev. El gran complejo de fortalezas aquí era uno de los puestos de control que bloqueaban el camino hacia los pantanos de Prusia Oriental. El 14 de agosto, después de un intenso bombardeo aéreo, unidades del Frente lograron abrirse paso y capturar la ciudad.
Operación Lublin-Brest

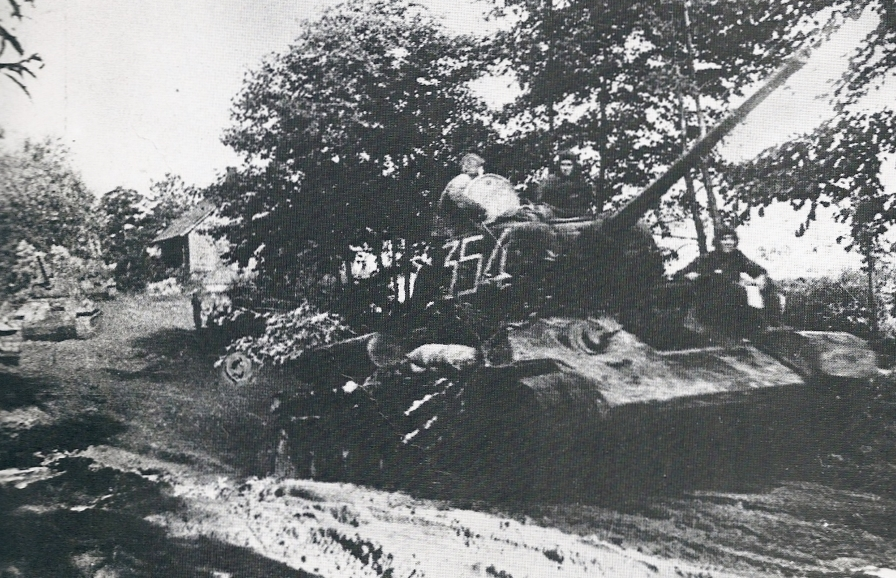
El Cuerpo de Tanques de la Guardia (Unión Soviética) atacó y liberó la ciudad de Liublin.

La operación Lublin-Brest fue llevada a cabo por el ala izquierda del 1.er Frente Bielorruso y duró del 18 de julio al 2 de agosto, con el objetivo de explotar los resultados de la operación Bagration en dirección a Polonia occidental y el río Wisla, a lo largo del tiempo. para apoyar el ataque del 1.er Frente Ucraniano. El 18 de julio, los cinco Grupos de Ejércitos abrieron fuego simultáneamente y, después de unas pocas horas, rompieron las líneas del 4.º Ejército Panzer del Grupo. Grupo de Ejércitos Norte de Ucrania, creando condiciones para que fuerzas móviles participen en combate. El 21 de julio, el 8.º Ejército de la Guardia y el 47.º Ejército llegaron a las orillas del río Bug. Al día siguiente, el 2.º Ejército Panzer comenzó a avanzar hacia Lublin y el río Wisla, mientras que el 11.º Cuerpo de Tanques y el 2.º Cuerpo de Caballería de la Guardia se retiraron a Siedlce en el noroeste, cortando la retirada de las fuerzas alemanas que defendían Brest y Bialystok. Lublin fue liberada el 24 de julio y Brest el 28 de julio.
El 25 de julio, el 8.º Ejército de la Guardia y el 2.º Ejército Panzer alcanzaron la orilla derecha del Wisla,y el 2 de agosto las unidades de derecha del 1.º Frente Bielorruso capturaron los cruces de los ríos en Magnuszew y Pulawy. Anteriormente, el 28 de julio, el 2.º Ejército Panzer se encontró con la 73.ª División de Infantería alemana y el Panzer SS Hermann Goering y comenzó una batalla para apoderarse de la carretera que conduce a Varsovia en el Este. El 29 de julio, el 2.º Ejército de Tanques lanzó el 8.º Cuerpo de Tanques de la Guardia y el 3.º Cuerpo de Tanques al noreste de Varsovia para lanzar un contraataque allí, mientras que el 16.º Cuerpo de Tanques atacó desde el sureste. El ataque del 8.º Cuerpo de Tanques de la Guardia se acercó a la capital polaca (a sólo 20 kilómetros de distancia), pero los feroces contraataques del ejército alemán hicieron que el impulso ofensivo del Ejército Rojo se detuviera. El 2 y 3 de agosto, la 4.ª División Panzer alemana y la División Panzer SS Viking también fueron enviadas al frente. El 2.º Ejército de Tanques tuvo que luchar ferozmente durante muchos días, repeliendo continuamente los contraataques alemanes hasta que el 47.º Ejército se unió rápidamente a la batalla (5 de agosto) y estabilizó el frente. Sin embargo, después de un largo período de combates, las fuerzas se agotaron, por lo que el Ejército Rojo pasó a la defensa para descansar, consolidar y reponer sus fuerzas.
Batalla de tanques cerca de Radzimin

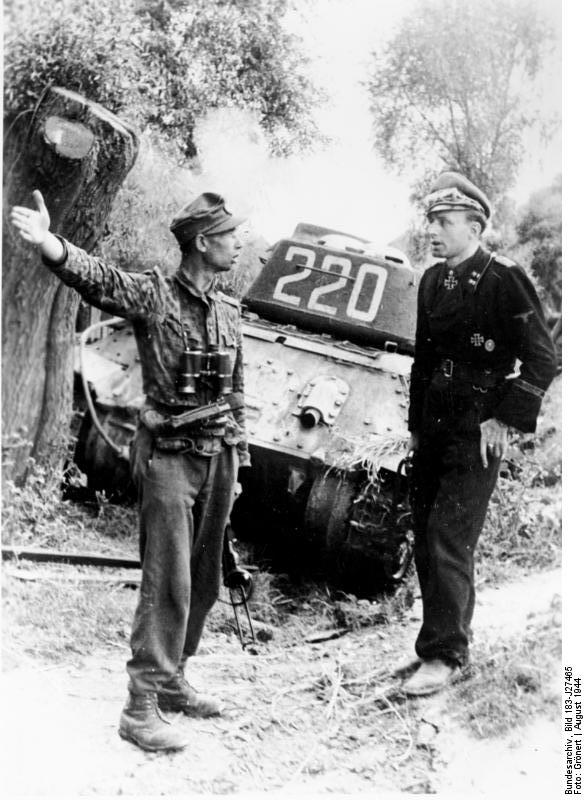
Oficiales de la División SS "Calavera" frente a un tanque T-34 destruido.

No existe un nombre único en la literatura para la batalla que tuvo lugar en la orilla oriental del Vístula a finales de julio y principios de agosto. Además de Radzimin, también está asociado con Varsovia, Okunev y Volomin.

La operación Lublin-Brest puso en duda la realidad de los planes de Model de mantener el frente a lo largo del Vístula. El mariscal de campo podría contrarrestar la amenaza con la ayuda de reservas. El 24 de julio se creó nuevamente el 9º Ejército y las fuerzas que llegaban al Vístula fueron subordinadas a él  . Es cierto que al principio la composición del ejército era extremadamente escasa. A finales de julio, el 2º Ejército de Tanques comenzó a probar su fuerza. El ejército de Radzievsky tenía el objetivo final de capturar una cabeza de puente sobre el Narew (un afluente del Vístula) al norte de Varsovia, en la región de Serock. En el camino, el ejército debía capturar Praga, un suburbio de Varsovia en la orilla oriental del Vístula.
Después de capturar la región de Brest y Siedlce, el ala derecha del frente desarrollará una ofensiva en dirección general a Varsovia con la tarea de capturar Praga a más tardar del 5 al 8 de agosto y apoderarse de una cabeza de puente en la orilla occidental del río. Narew en la zona de Pułtusk, Serock. (…) SVGK. Stalin, Antónov.

— Archivo Central del Ministerio de Defensa de la Federación de Rusia. F.132-A. Apertura. 2642. D. 36. L. 424

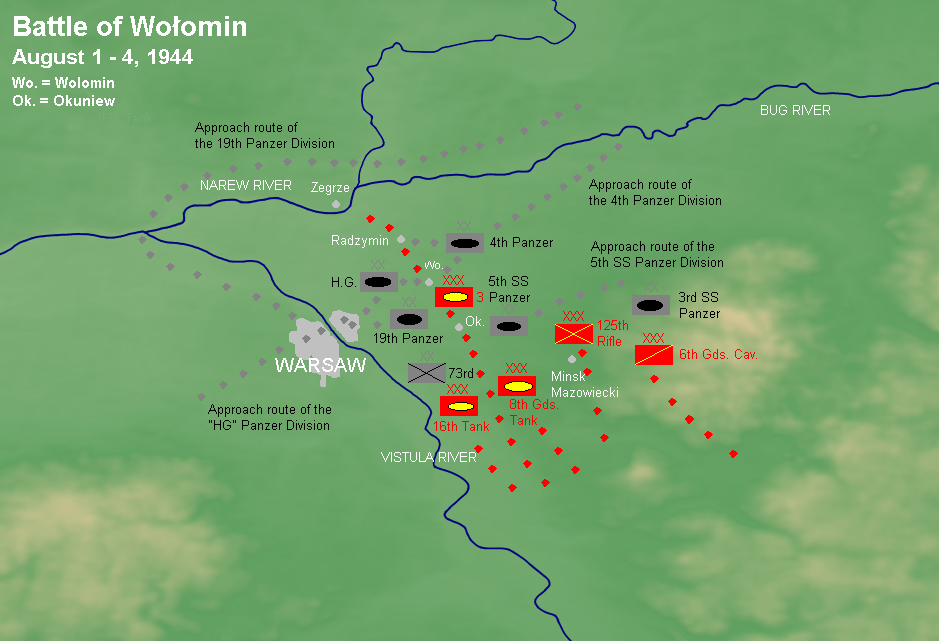
Esquema del enfrentamiento cerca de Radzimin del 1 al 4 de agosto. XXX - cuerpo, XX - división. Se ve claramente el avance del 3er Cuerpo Panzer alrededor de Varsovia y la interceptación de sus comunicaciones cerca de Volomin y Radzimin.

En la tarde del 26 de julio, la vanguardia motociclista del ejército se enfrentó a la 73 División de Infantería alemana en Garwolin, una ciudad en la orilla oriental del Vístula, al noreste de Magnuszew. Esto se convirtió en el preludio de una compleja batalla de maniobras. El 3º y 8º Cuerpo de Tanques de la Guardia del 2º Ejército de Tanques tenía como objetivo Praga . El 16º Cuerpo Panzer permaneció cerca de Dęblin (entre las cabezas de puente de Magnuszewski y Puławy), esperando ser reemplazado por infantería.
La 73 División de Infantería fue apoyada por unidades separadas de la División Paracaidista-Panzer "Hermann Goering" (batallón de reconocimiento y parte de la artillería de la división) y otras unidades de infantería dispersas. Todas estas tropas se unieron bajo el liderazgo del comandante de la 73 División de Infantería, Fritz Franek, en el grupo "Franek". El 27 de julio, el 3er Cuerpo de Tanques destruyó el batallón de reconocimiento "Hermann Goering", 8º Regimiento de Guardias. tk también logró un gran avance. Bajo amenaza de cerco, el Grupo Franek se retiró hacia el norte. En ese momento, comenzaron a llegar unidades de tanques para ayudar a la maltrecha división de infantería: las fuerzas principales de la División Hermann Goering, las Divisiones Panzer 4 y 19 , las Divisiones SS Viking y Death's Head (en dos cuerpos: el 39 Cuerpo Panzer de Dietrich von Saucken y el 4 Cuerpo Panzer SS bajo el mando de Gille). En total, este grupo estaba formado por 51 mil personas con 600 tanques y cañones autopropulsados.El 2º Ejército de Tanques del Ejército Rojo tenía sólo 32 mil soldados y 425 tanques y cañones autopropulsados.Además, el rápido avance del 2º Ejército Panzer hizo que la retaguardia se quedase atrás: el combustible y las municiones se suministraban de forma intermitente.
Sin embargo, hasta que llegaron las principales fuerzas de la formación de tanques alemanes, la infantería de la Wehrmacht tuvo que soportar un duro golpe por parte del 2º TA. El 28 y 29 de julio continuaron los duros combates; el cuerpo de Radzievsky (incluido el 16º Cuerpo de Tanques que se acercaba) intentó interceptar la carretera Varsovia-Siedlce, pero no pudo atravesar las defensas de “Hermann Goering”. Los ataques a la infantería del grupo Franke fueron mucho más exitosos: en el área de Otwock, se encontró un punto débil en su defensa, el grupo comenzó a ser rodeado desde el oeste, como resultado de lo cual la 73.a división comenzó a retirarse de manera desorganizada bajo los golpes.El general Franek fue capturado a más tardar el 30 de julio (el informe de Radzievsky sobre su captura está fechado exactamente el 30). El Grupo Franek se dividió en unidades separadas, sufrió grandes pérdidas y se retiró rápidamente hacia el norte.
El 3er Cuerpo Panzer se dirigió hacia el noroeste con el objetivo de envolver Praga, a través de Volomín. Fue una maniobra arriesgada y en los días siguientes casi condujo al desastre. El cuerpo rompió una estrecha brecha entre las fuerzas alemanas, en condiciones de acumulación de grupos de combate enemigos en los flancos. El 3er Cuerpo de Tanques fue repentinamente sometido a un ataque de flanco cerca de Radzimin. El 1 de agosto, Radzievsky ordena al ejército pasar a la defensiva, pero no retira al 3er Cuerpo de Tanques del avance.
El 1 de agosto, unidades de la Wehrmacht aislaron al 3er Cuerpo de Tanques y recuperaron Radzimin y Volomin. Las rutas de escape del 3er Cuerpo Panzer fueron interceptadas en dos lugares.
Sin embargo, el colapso del cuerpo rodeado no se produjo. 2 de agosto, 8.º Regimiento de Guardias El cuerpo de tanques, con un golpe desde el exterior, rompió un estrecho corredor hacia las fuerzas rodeadas.Era demasiado temprano para que los que estaban rodeados se regocijaran por su salvación. Radzimin y Volomin fueron abandonados, y también los 8.º Guardias. El cuerpo de tanques y el tercer cuerpo de tanques tuvieron que defenderse de las divisiones de tanques enemigas que atacaban desde varios lados. En la noche del 4 de agosto, el 8.º Regimiento de Guardias mientras los últimos grandes grupos de personas rodeadas se marchaban. En el 3er Cuerpo Panzer, dos comandantes de brigada murieron en el calder.El 4 de agosto, la infantería soviética, representada por el 125º Cuerpo de Fusileros y la caballería (2º Cuerpo de Caballería de la Guardia), llegó al lugar de la batalla. Dos unidades nuevas fueron suficientes para detener completamente al enemigo el 4 de agosto. Las fuerzas de los 47º y 2º Ejércitos Panzer llevaron a cabo una búsqueda de los soldados restantes del 3º Cuerpo Panzer rodeado detrás de la línea del frente; el resultado de estas medidas fue el rescate de varios cientos de personas rodeadas. Ese mismo día, la 19 División Panzer y Hermann Goering, tras ataques infructuosos a Okunev, se retiraron de Varsovia y comenzaron a ser trasladados a la cabeza de puente de Magnuszew, con el objetivo de destruirla. Los infructuosos ataques alemanes contra Okunev continuaron (con las fuerzas de la 4ª División Panzer) el 5 de agosto, después de lo cual las fuerzas atacantes se agotaron.
Después del contraataque cerca de Radzimin, el 3er Cuerpo de Tanques se retiró a Minsk-Mazowiecki para descansar y recibir refuerzos, al igual que el 16º y el 8º Cuerpo de Guardias. El cuerpo de tanques fue trasladado a la cabeza de puente de Magnuszew. Sus oponentes allí eran las mismas divisiones “Hermann Goering” y el 19º tanque, que en Radzimin.
El comienzo del Levantamiento de Varsovia

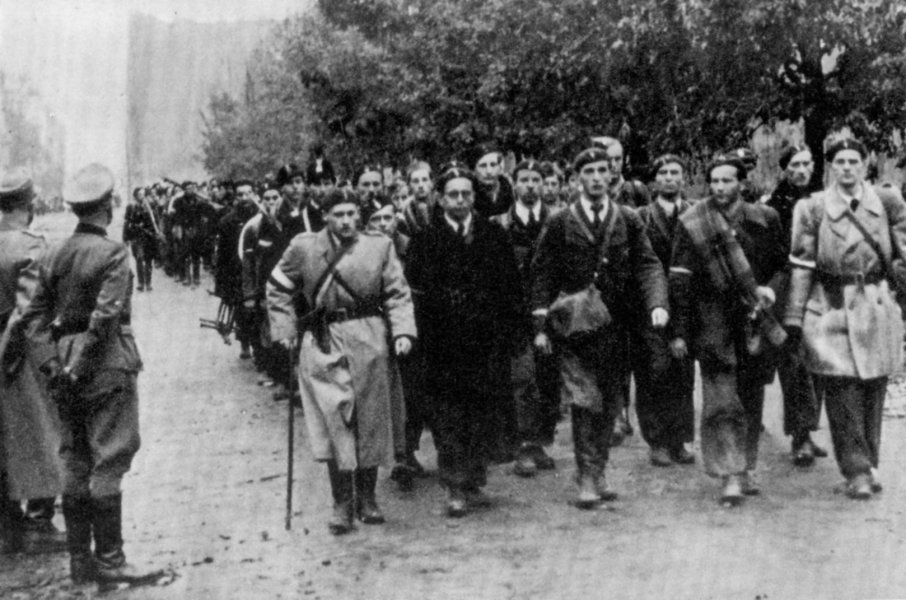
La capitulación de los insurgentes en Varsovia.

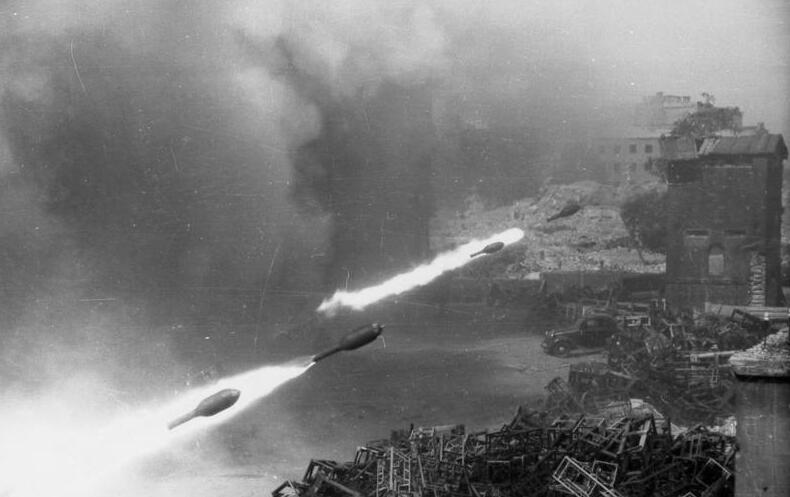
Una andanada de Nebelwerfers durante el Levantamiento de Varsovia.

Con la aproximación del 2º Ejército de Tanques a Praga, el distrito oriental de Varsovia, los líderes del Ejército Nacional clandestino decidieron lanzar un levantamiento a gran escala en la ciudad. El Ejército Nacional partió de la doctrina de los “dos enemigos” ( Alemania y la URSS).En consecuencia, el objetivo del levantamiento era doble: evitar la destrucción de Varsovia por los alemanes durante la evacuación y, al mismo tiempo, evitar el establecimiento de un régimen en Polonia leal a la URSS, así como demostrar la soberanía de Polonia y la capacidad del Ejército Nacional de actuar de forma independiente sin el apoyo del Ejército Rojo . El punto débil del plan era la necesidad de calcular con mucha precisión el momento en que las tropas alemanas en retirada ya no podrían resistir y las unidades del Ejército Rojo aún no entrarían en la ciudad. El 31 de julio, cuando las unidades del 2º Ejército Panzer se encontraban a pocos kilómetros de Varsovia, T. Bur-Komorowski convocó una reunión de tres comandantes del Ejército Nacional: se tomó la decisión de iniciar un levantamiento en Varsovia, y el 1 de agosto , unas horas después de que el ejército de A. I. Radzievsky pasara a la defensiva, comenzó el levantamiento.
El 1 de agosto de 1944, el comandante del Grupo de Ejércitos Centro, el mariscal de campo Walter Model, prohibió a las tropas del grupo retirarse. En julio-agosto de 1944, el Grupo de Ejércitos Centro, que cubría los accesos a Varsovia, no sólo compensó parcialmente las pérdidas sufridas anteriormente en Bielorrusia, sino que, gracias a los esfuerzos del nuevo mando, superó el poder inicial de las fuerzas blindadas. El Grupo de Ejércitos Centro fue reforzado durante julio y los primeros días de agosto con treinta y tres divisiones y cuatro brigadas, incluidas nueve divisiones de tanques, una brigada de tanques y una división motorizada.El mariscal de campo Model, designado comandante en jefe del Grupo de Ejércitos Centro, concentró poderosas fuerzas en dirección a Varsovia y el 16 Cuerpo de Tanques fue trasladado a la cabeza de puente de Magnuszew. Como resultado, el contraataque alemán se detuvo, las fortificaciones de la cabeza de puente en las áreas de Magnuszew y Pulawy permanecieron en manos del Ejército Rojo, pero el 1er Frente Bielorruso en esta área quedó sin unidades móviles. De acuerdo con los planes operativos, los ejércitos soviéticos 47 y 70, transferidos a la dirección de Varsovia y reforzados por el 8º Cuerpo de Tanques de la Guardia, comenzaron una ofensiva el 10 de agosto. La reposición de las pérdidas del 1er Frente Bielorruso se llevó a cabo principalmente con refuerzos no entrenados procedentes de Bielorrusia Oriental y Occidental, lo que redujo drásticamente la capacidad de combate de las tropas.
Después de la batalla de Radzymin , el 2º Ejército de Tanques se dividió. El 3er Cuerpo de Tanques se retiró de las líneas del frente a la retaguardia para descansar, el 16º Cuerpo de Tanques fue transferido a la cabeza de puente de Magnushevsky . En la zona de Varsovia sólo quedaba el 47º Ejército , que operaba en un frente amplio. De acuerdo con los planes operativos, el 10 de agosto los ejércitos soviéticos 47 y 70 , transferidos a la dirección de Varsovia, iniciaron una ofensiva; el 17 de agosto fueron reforzados por el 8º Cuerpo de Tanques de la Guardia. Más tarde se les unió el 1er Ejército del Ejército Polaco . Al principio, estas fuerzas no prestaron asistencia al levantamiento, pero luego se enviaron oficiales soviéticos a Varsovia para comunicarse con los rebeldes. Como resultado, fue posible acordar el envío de oficiales de observación soviéticos a Varsovia, quienes, basándose en los datos de los polacos, dirigieron ataques aéreos y de artillería soviéticos contra los alemanes alrededor de la ciudad y en la propia Varsovia. El estado mayor del mariscal Rokossovsky incluso acordó una operación conjunta con los rebeldes: unidades del ejército polaco del lado soviético debían cruzar el Vístula y mantener una cabeza de puente en la ciudad u organizar un corredor para que los rebeldes pudieran escapar en caso de ser derrotados. Sin embargo, la noche anterior al ataque, las unidades rebeldes abandonaron las posiciones destinadas al desembarco de unidades del ejército polaco sin luchar. Los alemanes tomaron inmediatamente estas posiciones y recibieron con fuego intenso los barcos con tropas de desembarco. Los paracaidistas intentaron durante varios días capturar y ampliar la cabeza de puente, pero los alemanes tenían ventaja en número y equipo pesado. El desembarco fracasó, las unidades del ejército polaco sufrieron pérdidas (más de 3.000 personas, incluidas unas 2.000 personas directamente en los combates en el territorio de la Varsovia insurgente) y fueron evacuadas a la orilla oriental del Vístula, y los intentos de desbloquear Varsovia del lado soviético cesaron en este punto.
Tras los éxitos iniciales del levantamiento, la Wehrmacht y las SS comenzaron la destrucción gradual de unidades del Ejército Nacional. El levantamiento fue finalmente reprimido a principios de octubre.
Es discutible si el Ejército Rojo hubiera podido asegurar la victoria del levantamiento y si los dirigentes soviéticos estaban dispuestos a proporcionar dicha ayuda. Algunos historiadores sostienen que la parada cerca de Varsovia estaba relacionada principalmente con el deseo de I. V. Stalin de dar a los alemanes la oportunidad de poner fin al levantamiento.La posición soviética era que la asistencia al levantamiento era extremadamente difícil debido al estiramiento de las comunicaciones y, como resultado, a las interrupciones del suministro y al aumento de la resistencia enemiga.Algunos historiadores occidentales también comparten el punto de vista de que la ofensiva soviética cerca de Varsovia se detuvo por razones puramente militares.El comandante del 1er Frente Bielorruso, K. K. Rokossovsky, señaló lo completamente inesperado del levantamiento y la falta de coordinación entre las acciones de su dirección y el mando del Ejército Rojo.Señaló que la captura y retención de Varsovia sólo sería posible si se iniciaba un levantamiento con la aproximación inmediata de las tropas del Ejército Rojo a la ciudad. Por lo tanto, no hay consenso sobre esta cuestión, pero se puede afirmar que se proporcionó ayuda a la Varsovia insurgente a nivel táctico, pero fue insuficiente para la victoria de los insurgentes.
La lucha por las cabezas de puente de Magnuszew

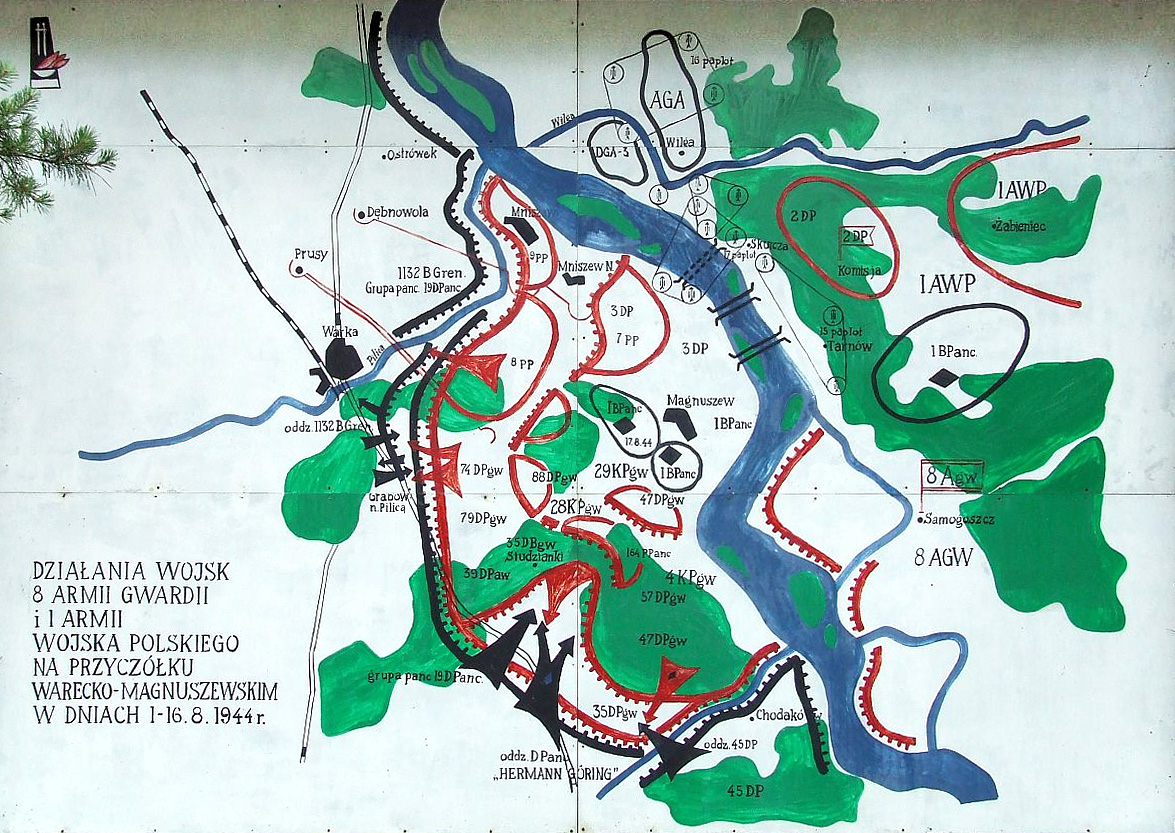
Batalla por la cabeza de puente de Magnuszew.

Las fuerzas principales del 8º Ejército de la Guardia ocuparon la posición defensiva en la cabeza de puente de Magnuszew, mientras que dos divisiones más se concentraron en la orilla oriental en el área de Garwolin debido a las preocupaciones de K.K. Rokossovsky sobre posibles contraataques alemanes.Sin embargo, los ataques de la 19 División Panzer alemana y de la División Hermann Goering, retiradas de Radzymin, no cayeron en la retaguardia de la cabeza de puente, sino en su frente, en su parte sur. Además de ellos, las tropas soviéticas notaron los ataques de la 17ª División de Infantería y de la 45ª División de Infantería, que se reorganizó después de su destrucción en los “calderos” de Minsk y Bobruisk . Para combatir estas fuerzas, V. I. Chuikov disponía, además de infantería, de una brigada de tanques y tres regimientos de artillería autopropulsada. Además, poco a poco fueron llegando refuerzos a la cabeza de puente: el 6 de agosto, una brigada de tanques polacos y un regimiento de tanques pesados IS-2 fueron lanzados a la batalla . En la mañana del 8 de agosto, fue posible construir puentes sobre el río Vístula, gracias al “paraguas” antiaéreo que colgaron las tres divisiones antiaéreas recién llegadas.Utilizando los puentes, el 8º Cuerpo de Tanques de la Guardia , retirado del 2º Ejército de Tanques , cruzó hacia la cabeza de puente. Este momento se convirtió en un punto de inflexión en la lucha por la cabeza de puente de Magnuszew; en los días siguientes, la actividad del enemigo disminuyó. La introducción de la “nueva” 25 División Panzer tampoco ayudó. Luego llegó el 16 Cuerpo de Tanques del 2º Ejército de Tanques. El 16 de agosto, el enemigo cesó los ataques.
Esta batalla fue muy difícil para el 8º Ejército de Guardias. Del 1 al 26 de agosto, sus pérdidas totales ascendieron a más de 35 mil personas.Sin embargo, la cabeza de puente se mantuvo.
El 2 de agosto, en la cabeza de puente de Pulawy, el 69º Ejército, con el apoyo del Ejército polaco, unió dos pequeñas cabezas de puente cerca de Pulawy en una sola, de 24 km de frente y 8 km de profundidad. Del 5 al 14 de agosto, los alemanes intentaron destruir la cabeza de puente, pero fracasaron. Después de esto, el ejército de V. Ya. Kolpakchi finalmente consolidó las cabezas de puente, creando una fortificación de cabeza de puente de 30 por 10 km el 28 de agosto.
El 29 de agosto, el frente pasó a la defensiva, aunque el ala derecha del frente continuó con operaciones privadas. A partir de esta fecha se considera finalizada la Operación Bagration.

#### Ofensiva de Tallin

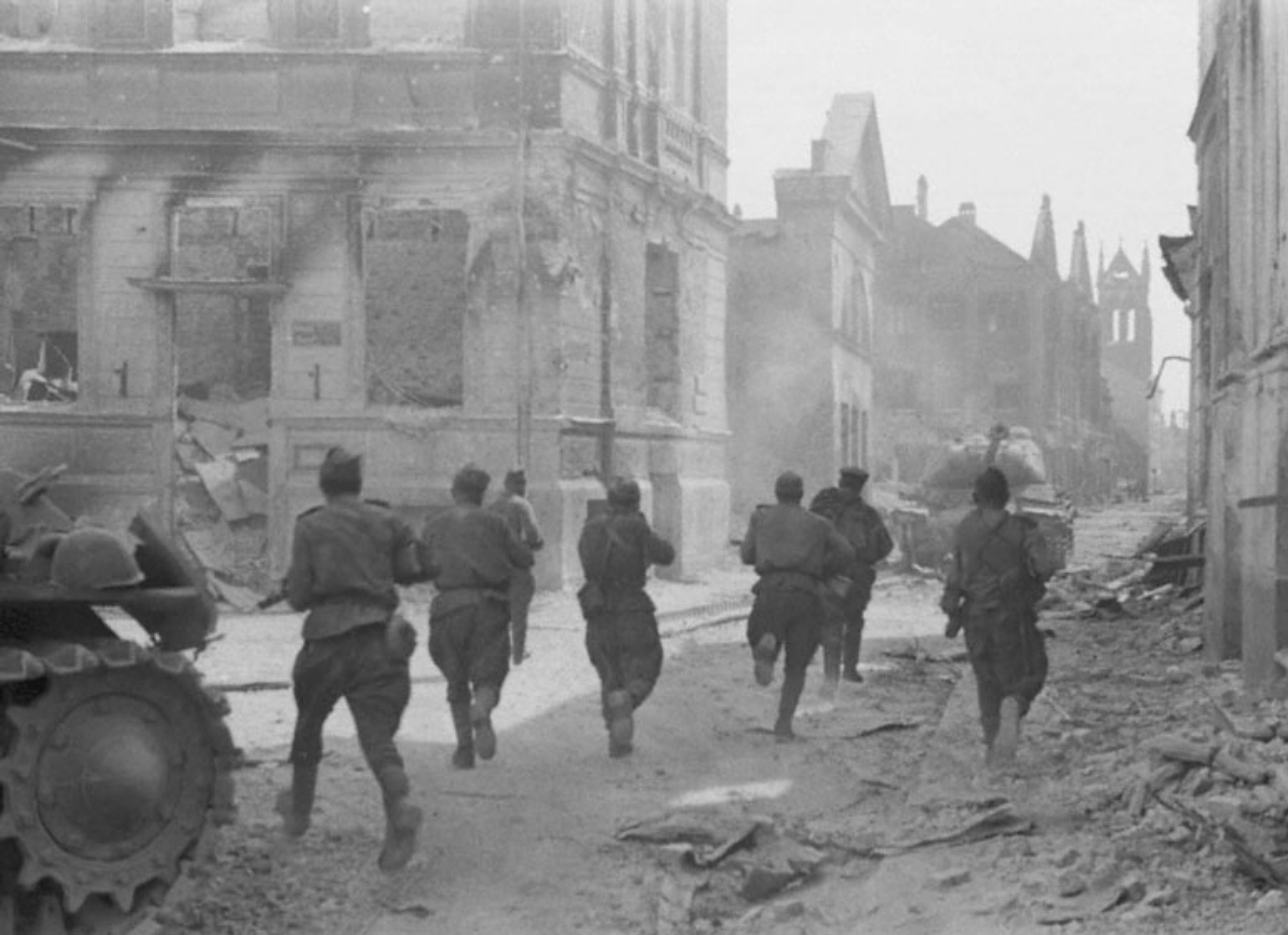
El Ejército Rojo atacó Elgava (Letonia) el 16 de agosto de 1944.

El 25 de julio, el Ejército Rojo entró en Estonia y cercó Tartu. Para el 17 al 26 septiembre, la Ofensiva de Tallin vio al 8º  Ejército Soviético, el 2º Ejército de Choque  y la Flota del Báltico enfrentarse al destacamento alemán Narwa y los separatistas estonios por el control de la ciudad estonia de Tallin.
Los alemanes se retiran (Operación Aster) y el Frente de Leningrado consigue asegurar la capital estonia y todo el país el 26 de septiembre de 1944, como consecuencia, culmina la liberación de Lituania y posterior cerco del Grupo de Ejército Norte en Curlandia. .

## Ofensivas llevadas a cabo simultáneamente con la operación Bagratión
Norte de Ucrania
La ofensiva ejecutada por los soviéticos sobre el territorio norte de Ucrania se dirigió sobre el Grupo de Ejércitos Sur de la Wehrmacht, aunque tuvo un menor éxito y alcance que los obtenidos en Bielorrusia unas semanas antes. Aun así, lograron liberar la importante ciudad de Leópolis y toda la zona de la Ucrania occidental que continuaba bajo control alemán.
Este de Rumania

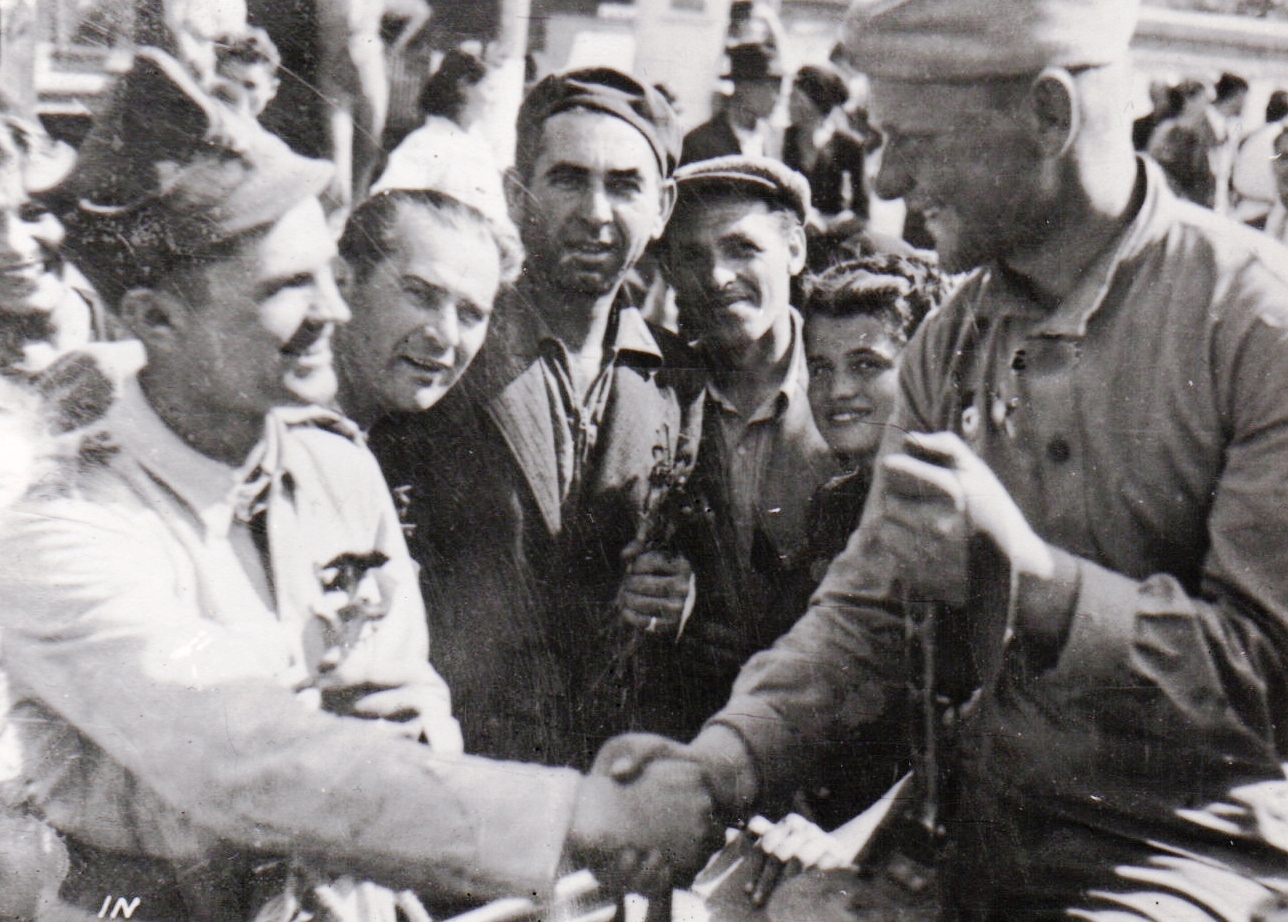
Soldado soviético recibido en Bucarest por los civiles rumanos.

La grave derrota alemana causada por estas operaciones facilitó la entrada de la URSS a 	Besarabia en agosto de 1944, tras ello, diversos políticos rumanos ejecutaron un golpe de Estado que derrocó al régimen pronazi de Ion Antonescu el 25 de agosto e instaló un gobierno favorable a los Aliados y a la URSS. En tal decisión influyó el temor que los soviéticos lanzaran toda su fuerza bélica contra Rumanía. El golpe cogió desprevenidos a los dirigentes alemanes. El jefe de las unidades alemanas en el frente recomendó un repliegue inmediato a Hungría, pero Hitler ordenó la ocupación de Bucarest y la imposición de un nuevo Gobierno filogermano. Sin embargo, los rumanos la controlaban casi completamente, desde la noche del 23.A lo largo del 24 y 25 lograron eliminar los centros de resistencia alemanes en la urbe gracias a las operaciones de las unidades militares y de los voluntarios civiles armados. El 26 de agosto las nuevas autoridades rumanas declaraban la guerra a Alemania nazi.Ese mismo día, Tolbujin completaba la conquista de la Besarabia meridional. Los soviéticos calcularon que habían capturado 98 000 prisioneros y causado 100 000 muertos a los alemanes entre el 20 y el 31 de agosto.Para entonces los soviéticos habían tomado Constanza (29 de agosto). Por las mismas fechas la toma de Ploesti supuso también la captura de tres o cuatro divisiones alemanas más.Un intento rumano por parte del general Constantin Sănătescu de detener el avance soviético y permitir que las fuerzas rumanas acabasen con las alemanas en territorio rumano fue rechazado por el alto mando soviético, que ordenó la entrada en la capital rumana para el 31 de agosto. 

## Efectos de la ofensiva sobre los Balcanes
Las tropas germanas evacuaron prontamente la región rumana de Transilvania entre agosto y septiembre de 1944, luchando allí simultáneamente contra los soviéticos y contra el Ejército rumano que acababa de cambiar de bando, ejecutando en simultáneo una masiva evacuación de los alemanes de Transilvania allí residentes.
El cambio de bando de Rumanía arrastró también a Bulgaria, aún aliada del Tercer Reich. El 5 de septiembre el Ejército Rojo cruzó el Danubio (río que forma la frontera rumano-búlgara), invadiendo el país. El gobierno búlgaro reaccionó aceptando los requerimientos de la URSS el 8 de septiembre, al día siguiente se instaló en Sofía un nuevo régimen antinazi que declaró la guerra a Alemania y alió las tropas búlgaras a las soviéticas. Esta decisión no afectó militarmente a Bulgaria, pues Alemania nunca había estacionado tropas en suelo búlgaro.
El éxito de la operación Bagratión permitió así indirectamente que a fines de septiembre de 1944 tropas soviéticas pudieran cruzar libremente Rumanía y Bulgaria para auxiliar a los partisanos de Tito en Yugoslavia, precipitando con ello la retirada nazi de los Balcanes y la toma de Belgrado por los partisanos a inicios de octubre. Del mismo modo, las fuerzas alemanas en Grecia y Albania empezaron su retirada hacia el norte de los Balcanes en septiembre y octubre ante el temor de quedar atrapadas en caso de que el Ejército Rojo lanzara una ofensiva inmediata hacia Hungría, cortando las vías de comunicación terrestre entre las guarniciones balcánicas de la Wehrmacht y el territorio propiamente del Reich. Tales temores se confirmaron a mediados de octubre, cuando los soviéticos empezaron a avanzar hacia la llanura húngara.

## Resultados
Esta campaña liberó una gran superficie de territorio soviético y polaco. El objetivo inicial de la campaña era avanzar entre 200 y 250 km, pero en realidad el ejército soviético avanzó entre 500 y 600 km a lo largo de un frente de 1100 km de ancho. El 29 de agosto de 1944, el Ejército Rojo había alcanzado la línea de Elgava; Dóbele; Šiauliai; Suvalka; Río Visla.
La operación Bagratión solo se detuvo cuando las líneas de suministro soviéticas comenzaron a correr riesgo de no alcanzar la vanguardia, tal había sido su éxito. No obstante, aún es polémica la decisión soviética de proporcionar solo una ayuda irrelevante al Ejército territorial polaco en el Alzamiento de Varsovia que comenzó justo el 1 de agosto, pocos días antes de que las fuerzas soviéticas llegaran a las afueras de esa ciudad, pero sin que estas socorrieran efectivamente a los sublevados polacos, en parte también por la derrota que estaban sufriendo al mismo tiempo frente a los alemanes en la batalla frente a Varsovia. También contribuyó a la derrota alemana la súbita transferencia de divisiones completas hacia el oeste en respuesta a la invasión de Normandía, iniciada dos semanas antes que empezara la operación Bagratión. De ese modo los cuatro "frentes" (grupos de ejército) soviéticos, con un total de más de 120 divisiones, embistieron contra una línea alemana aún más precaria de lo que ya era. En varios puntos de la línea de combate los soviéticos pudieron alcanzar superioridad de 10 a 1 en carros y 7 a 1 en aviones sobre los alemanes.
Comparada con otras batallas, esta fue por mucho la mayor victoria en términos numéricos para los soviéticos, además que reconquistaron una vastísima extensión de territorio en dos meses, recuperando casi todas las zonas de la URSS antes de la invasión alemana de 1941. La Wehrmacht alemana ya no se repuso de las pérdidas de material y soldados sufridas durante esta ofensiva. Al final de la operación Bagratión, las fuerzas teutonas perdieron casi una cuarta parte de todas las tropas activas que mantenían en el Frente Oriental. Las mayores pérdidas sufridas hasta entonces por la Wehrmacht eran las bajas soportadas en los 200 días de la batalla de Stalingrado, pero la operación Bagratión les causó un número de bajas mucho mayor en apenas 58 días. La ofensiva del Ejército Rojo alcanzó las costas del báltico y encaminaba a aislar al Grupo de Ejércitos Norte en Curlandia, hasta el fin de la guerra, mientras que el Grupo de Ejércitos Sur, fue obligado a retirarse prontamente del territorio soviético de Ucrania, a fin de evitar cercos masivos. La pronta entrada del Ejército Rojo en Besarabia por entonces integrada a Rumania. Este hecho causó, indirectamente, que los regímenes rumano y búlgaro abandonaran su alianza con el Tercer Reich en agosto y septiembre del 1944, respectivamente, facilitando la penetración de la URSS en los Balcanes. Ante la amenaza de que los avances soviéticos cortaran la ruta de escape en los Balcanes, el mando alemán autorizó el 26 de agosto la evacuación del Grupo de Ejércitos E de Grecia. A su vez, Finlandia se vio amenazada por una invasión soviética y abandono el Eje ese mismo mes.
El resultado de los mayores engaños estratégicos de la historia militar moderna que fueron objeto los alemanes. Por un lado, con la operación Fortitude, para la campaña de Normandía, los Aliados occidentales crearon el ficticio I Grupo de Ejército de Estados Unidos (FUSAG) al mando de Patton e indujeron al OKW alemán a mantener en el norte del Sena y el paso de Calais grandes fuerzas esperando un desembarco que nunca se produjo, pensando que el desembarco en Normandía era una operación de distracción y no la acción principal. Por otro lado, pocas semanas después, los soviéticos consumaron su engaño en la operación Bagratión, asegurando con su hábil maskirovka que el mando alemán del OKH desplegase sus efectivos para parar el golpe en el lugar equivocado, destinando las unidades acorazadas del Grupo de Ejércitos Centro al Grupo de Ejércitos del Norte de Ucrania de Model y dejando al Grupo del Centro prácticamente sin reservas para afrontar la embestida soviética.

## Perdidas
La cuestión de las pérdidas humanas de la Wehrmacht es discutible. Los más comunes entre los historiadores occidentales, en particular el historiador militar alemán, Karl-Heinz Frieser, son los siguientes: 26 361 muertos, 109 776 heridos, y unos 262 929 desaparecidos y capturados; sumando más de 399 066 bajas. Estas cifras se toman de los informes de bajas de diez días proporcionados por los ejércitos alemanes. El número extremadamente pequeño de muertos se debe al hecho de que muchos de los muertos fueron registrados como desaparecidos, a veces todo el personal de la división fue declarado desaparecido.
Sin embargo, estas cifras han sido criticadas. En particular, el historiador estadounidense del Frente Oriental D. Glantz llamó la atención sobre el hecho de que la diferencia entre la fuerza numérica del Grupo de Ejércitos Centro antes y después de la operación es mucho mayor. D. Glantz enfatizó que los datos de los informes de diez días son el mínimo, es decir, representan la estimación mínima.Para el historiador estadounidense las bajas del Grupo de Ejércitos Centro fueron de 450 000 entre muertos heridos y tomados prisioneros. El investigador ruso A. V. Isaev, en un discurso en la radio "Eco de Moscú", estimó las pérdidas alemanas en unas 500 mil personas. S. Zaloga estimó las pérdidas alemanas en 300-350 mil personas antes de la rendición del 4.º ejército, el 10 de julio.
Según los datos oficiales soviéticos publicados por la Oficina de Información soviética, las pérdidas de tropas alemanas del 23 de junio al 24 de julio de 1944 se estimaron en 381 000 muertos y desaparecidos, 150 000 heridos, 158 480 prisioneros, 2735 tanques y cañones autopropulsados, 631 aviones y 57 152 vehículos.Es probable que estos datos, como suele ocurrir con las reclamaciones por pérdidas enemigas, estén significativamente sobrestimados. En cualquier caso, el punto sobre la cuestión de las pérdidas humanas de la Wehrmacht en "Bagratión" aún no se ha planteado.
También es necesario prestar atención el hecho de que en todos los casos se, excluyen las operaciones llevadas a cabo simultáneamente con la operación Bagratión, como las ofensivas en Lituania y Letonia contra el Grupo de Ejércitos Norte, la ofensiva Leópolis-Sandomierz al Norte de Ucrania y la 1.ª y 2.ª Ofensiva de Jassy-Kishinev al Este de Rumania. Las cuales, las bajas alemanas y de sus aliados llegarían a un millón, .
Demuestran claramente la magnitud de catástrofe que afectó en mayor parte al Grupo de Ejércitos Centro, la pérdida del personal de mando fue enorme.
Con el fin de demostrar a otros países el significado del éxito, 57 600 prisioneros de guerra alemanes capturados cerca de Minsk marcharon a través de Moscú - durante tres horas y después de la marcha se lavaron los calles y fueron conducidos directo a los Gulag (Dirección General de Campos y Colonias de Trabajo Correccional).
Para poner esta batalla en perspectiva, en el desembarco de Normandía y la invasión de Italia los Aliados se enfrentaban a solo 100 divisiones de las fuerzas totales de la Wehrmacht disponibles en Europa; unos 245 divisiones de las fuerzas germanas se encontraba combatiendo al Ejército Rojo en algún lugar del Frente Oriental. En otras palabras, comparada con las cifras de la operación Bagratión, la invasión de Normandía fue un teatro numéricamente menor donde ambos bandos emplearon muchos menos hombres y recursos que en la operación Bagratión, la cual ratificó que en el Frente Oriental de la Segunda Guerra Mundial los alemanes habían perdido ante los soviéticos.
Las bajas oficiales soviéticas fueron de 378 000 muertos y desaparecidos, 587 306 heridos, y 5073 polacos. 922 aviones, 4957 carros y 5447 cañones, según Krivosheev.

## Significado de la campaña
La Operación Bagration se considera la mayor victoria del Ejército Rojo soviético, considerado el "maestro" de la guerra de cerco en ese momento, destruyendo el "Grupo de Ejércitos Centro de la Alemania nazi". Esa ventaja sentó las bases para las victorias posteriores del ejército ruso, contribuyendo a la liberación de toda la Unión Soviética.

### Importancia estratégica de la campaña
Después de muchas victorias (como en Stalingrado y Kursk), el mariscal Zhukov derrotó una vez más a los nazis.La campaña destruyó alrededor de medio millón de tropas nazis, de las cuales 17 divisiones y 3 brigadas fueron completamente destruidas, y otras 50 divisiones, perdieron más del 50 % de su personal. Esta fue también la mayor victoria del Ejército Rojo en la guerra soviético-alemana en términos numéricos. Además, cuando el Grupo de Ejércitos Centro fue derrotado y el corredor bielorruso quedó aislado, el Grupo de Ejércitos Norte, con casi 300 000 soldados, quedó completamente aislado, acorralado en el cabo Courland, cerca del mar, y perdió todo su papel.De este modo, con la gran victoria en la Operación Bagration, la Unión Soviética le saco el corazón al ejército nazi. 
El colapso del frente de defensa bielorruso provocó que el OKH construyera una nueva línea de frente retirando tropas de otros Grupos de Ejércitoscreando la premisa para el éxito de las campañas de Lvov-Sandomir y Yass-Kishinev en el Sur, en agosto y septiembre del mismo año, liberando completamente el territorio de la Unión Soviética, comenzando a avanzar hacia los países de Europa del Este, afianzandose en el río Wisla para preparar la campaña de Wisla-Oder en siguiente etapa.
El Tercer Reich alemán estaba seguro de la derrota. No es una coincidencia que los generales alemanes que intentaron asesinar a Hitler un mes después de la Operación Bagration afirmaran que Alemania necesitaba poner fin a la guerra antes de ser destruida.